# Énergie en Russie
Le secteur de l'énergie en Russie tient une place dominante dans l'économie de la Russie (27 % du produit intérieur brut et 57 % des exportations totales du pays en 2023) et figure parmi les plus importants au monde.
La Russie possède en 2022 les premières réserves de gaz naturel du monde (22,7 % des réserves prouvées mondiales) devant l'Iran (16,1 %), ainsi que les cinquièmes réserves de charbon (9,2 %) derrière les États-Unis, la Chine, l'Inde et l'Australie, et les septièmes de pétrole (5,8 %).
La production d'énergie primaire en 2022 est constituée presque entièrement (94,0 %) de combustibles fossiles : gaz naturel (39,2 %), pétrole (37,9 %) et charbon (16,9 %). La part du nucléaire est de 4,1 % et celle des énergies renouvelables de 1,9 %, dont 1,2 % d'hydroélectricité.
La Russie se classe en 2023 au 2e rang mondial des producteurs de gaz naturel (14,4 % de la production mondiale) derrière les États-Unis, au 2e rang des producteurs de pétrole (12,0 %) et au 6e rang des producteurs de charbon (5,1 %), au 2e rang des exportateurs de gaz naturel avec 11,3 % des exportations mondiales, au 2e rang des exportateurs de pétrole brut (11,3 %) et au 3e rang des exportateurs de charbon (15,2 %).
Elle est 4e producteur d'électricité mondial (3,9 %), 4e producteur d'électricité nucléaire (7,9 %), 5e producteur d'hydroélectricité (4,7 %), 2e producteur d'électricité à partir de gaz naturel (7,8 %) et 6e producteur d'électricité à partir de charbon (2,0 %).
L'énergie primaire consommée en 2023 en Russie représentait 5,1 % de la consommation mondiale (4e rang mondial). La consommation par habitant était 2,8 fois supérieure à la moyenne mondiale, 62 % au-dessus de la consommation française mais inférieure de 22 % à celle des États-Unis. Elle se répartissait en 2022 en 89,4 % d'énergies fossiles (gaz naturel 52,4 %, pétrole 20,5 %, charbon 16,5 %), 7,2 % d'énergie nucléaire et 3,5 % d'énergies renouvelables (hydraulique 2,1 %, biomasse 1,3 %).
L'électricité représentait seulement 13,3 % de la consommation finale d'énergie en 2022 ; la part élevée de la chaleur de réseau (20,1 %) est caractéristique des pays nordiques ; la Russie est le 2e producteur mondial de chaleur de réseau avec 30,9 % de la production mondiale, derrière la Chine (44,7 %).
La production d'électricité provient en 2023 à 63,3 % des combustibles fossiles (gaz naturel 44,8 %, charbon 17,9 %, pétrole 0,6 %), à 18,5 % du nucléaire et à 17,7 % des énergies renouvelables (hydroélectricité : 17,1 %, éolien : 0,4 %, solaire : 0,2 %).
La Russie occupait en 2022 le quatrième rang mondial pour les émissions de gaz à effet de serre liées à l'énergie, avec 5,5 % du total mondial. Ses émissions de CO2 liées à l'énergie par habitant s'élèvaient à 11,3 tonnes de CO2, soit 2,64 fois la moyenne mondiale, 2,74 fois celles de la France et 1,51 fois celles de la Chine, mais elles sont inférieures de 18 % à celles des États-Unis.

## Vue d'ensemble
Le pétrole et le gaz naturel pèsent chacun 15 % du PIB russe en 2017 ; ils fournissent les deux tiers des recettes en devises et la moitié des revenus budgétaires, mais moins d'un million d'emplois.
En 2021, sur des exportations russes totales de 489 milliards $, près de 178 milliards $ provenaient du pétrole, dont 104 milliards $ vendus aux pays européens, et 54 milliards $ du gaz naturel, plus 7 milliards $ du GNL, dont 43 milliards $ à destination de l'Europe. Les hydrocarbures vendus aux pays européens représentent donc 30 % des exportations russes.
| Principaux indicateurs de l'énergie en Russie          | Principaux indicateurs de l'énergie en Russie | Principaux indicateurs de l'énergie en Russie | Principaux indicateurs de l'énergie en Russie | Principaux indicateurs de l'énergie en Russie | Principaux indicateurs de l'énergie en Russie | Principaux indicateurs de l'énergie en Russie |
| ------------------------------------------------------ | --------------------------------------------- | --------------------------------------------- | --------------------------------------------- | --------------------------------------------- | --------------------------------------------- | --------------------------------------------- |
|                                                        | Population                                    | Consom. énergie primaire,                     | Production                                    | Export. nette                                 | Consom. électricité                           | Émissions de GES*                             |
| Année                                                  | Million                                       | PJ                                            | PJ                                            | PJ                                            | TWh                                           | Mt CO2éq                                      |
| 1990                                                   | 148                                           | 36 816                                        | 54 145                                        | 17 274                                        | 989,6                                         | 2 615                                         |
| 2000                                                   | 146,6                                         | 25 932                                        | 40 952                                        | 14 636                                        | 762,1                                         | 1 864                                         |
| 2010                                                   | 142,8                                         | 29 027                                        | 53 571                                        | 24 067                                        | 915,7                                         | 1 994                                         |
| 2011                                                   | 143,0                                         | 29 965                                        | 54 409                                        | 24 134                                        | 927,2                                         | 2 081                                         |
| 2012                                                   | 143,4                                         | 30 352                                        | 55 104                                        | 24 421                                        | 947,6                                         | 2 049                                         |
| 2013                                                   | 143,8                                         | 29 484                                        | 55 728                                        | 25 553                                        | 938,4                                         | 2 004                                         |
| 2014                                                   | 144,2                                         | 29 557                                        | 55 243                                        | 24 678                                        | 949,6                                         | 1 983                                         |
| 2015                                                   | 144,6                                         | 28 978                                        | 55 870                                        | 26 040                                        | 949,3                                         | 1 975                                         |
| 2016                                                   | 145,0                                         | 29 857                                        | 57 513                                        | 26 954                                        | 969,2                                         | 1 967                                         |
| 2017                                                   | 145,3                                         | 30 410                                        | 59 840                                        | 27 906                                        | 978,4                                         | 1 999                                         |
| 2018                                                   | 145,4                                         | 32 020                                        | 61 855                                        | 29 454                                        | 999,4                                         | 2 075                                         |
| 2019                                                   | 145,5                                         | 30 846                                        | 62 553                                        | 30 553                                        | 1 004                                         | 2 089                                         |
| 2020                                                   | 145,2                                         | 30 678                                        | 58 391                                        | 27 626                                        | 983,4                                         | 1 996                                         |
| 2021                                                   | 144,7                                         | 34 431                                        | 63 270                                        | 27 720                                        | 1 040,2                                       | 2 172                                         |
| 2022                                                   | 144,2                                         | 33 824                                        | 60 448                                        | 25 415                                        | 1 036,3                                       | 2 117                                         |
| variation 1990- 2022                                   | -2,6 %                                        | -8,1 %                                        | +11,6 %                                       | +47 %                                         | +4,7 %                                        | -19,0 %                                       |
| * émissions de gaz à effet de serre liées à l'énergie. |                                               |                                               |                                               |                                               |                                               |                                               |

## Comparaisons internationales
L'Agence internationale de l'énergie et l'Energy Institute classent la Russie aux tout premiers rangs pour la plupart des indicateurs du domaine de l'énergie :
| Source d'énergie | indicateur               | rang | année | quantité | unité  | % monde | commentaires |
| Pétrole brut | Réserves                 | 7e   | 2022  | 14 767   | Mt     | 5,8 %   | 1er : Venezuela (18,7 %), 2e : Arabie saoudite (15,3 %), 3e : Iran (11,2 %)                                                 |
| Pétrole brut | Production               | 2e   | 2024  | 526      | Mt     | 11,6 %  | 1er : États-Unis (858 Mt, 18,9 %), 3e : Arabie saoudite (510 Mt, 11,2 %)                                                    |
| Pétrole brut | Exportation nette        | 2e   | 2024  | 243,1    | Mt     | 11,3 %  | 1er : Arabie saoudite (312,8 Mt, 14,5 %)                                                                                    |
| Produits pétroliers | Capacité de raffinage    | 3e   | 2024  | 6,78     | Mbl/j  | 6,5 %   | 1er : Chine (17,7 %), 2e : États-Unis (17,6 %)                                                                              |
| Produits pétroliers | Production               | 3e   | 2024  | 5,51     | Mbl/j  | 6,6 %   | 1er : États-Unis (19,6 %), 2e : Chine (17,6 %)                                                                              |
| Produits pétroliers | Exportation nette        | 2e   | 2023  | 103,1    | Mt     | 8,2 %   | 1er : États-Unis (195 Mt, 15,5 %)                                                                                           |
| Gaz naturel | Réserves                 | 1er  | 2022  | 47 759   | Mds m3 | 22,7 %  | 2e : Iran (16,1 %), 3e : Qatar (11,3 %)                                                                                     |
| Gaz naturel | Production               | 2e   | 2024  | 629,9    | Mds m3 | 15,3 %  | 1er : États-Unis (1 033 Gm3, 25,0 %), 3e : Iran (6,4 %)                                                                     |
| Gaz naturel | Exportation nette,       | 1er  | 2024  | 147,1    | Mds m3 | 16,6 %  | 1er : États-Unis (118,1 Gm3, 13,3 %), 3e : Qatar (125,8 Gm3, 14,2 %)                                                        |
| Charbon | Réserves (hors lignite)  | 5e   | 2022  | 71,7     | Gt     | 9,2 %   | 1er : États-Unis (28 %), 2e : Chine (18,8 %), 3e : Inde (15,7 %), 4e : Australie (9,7 %)                                    |
| Charbon | Production               | 6e   | 2024  | 9,12     | EJ     | 5,0 %   | 1er : Chine (94,48 EJ ; 51,8 %), 2e : Inde (9,9 %), 3e : Indonésie (9,3 %), 4e : Australie (6,5 %), 5e : États-Unis (5,8 %) |
| Charbon | Exportation nette        | 3e   | 2024  | 4,81     | EJ     | 13,4 %  | 1er : Indonésie (10,72 EJ) ; 29,8 %), 2e : Australie (25,2 %), 4e : États-Unis (7,2 %)                                      |
| Électricité | Production               | 4e   | 2024  | 1 209,3  | TWh    | 3,9 %   | 1er : Chine (10 126 TWh, 32,4 %), 2e : États-Unis (14,8 %), 3e : Inde (6,5 %)                                               |
| Électricité | Exportation nette        | 6e   | 2022  | 16,4     | TWh    | 2,0 %   | 1er : Canada (51,3 TWh), 2e : Laos (39,1 TWh), 3e : Suède (33,2 TWh)                                                        |
| Prod.élec.par source** | Charbon/lignite          | 6e   | 2024  | 215,2    | TWh    | 2,0 %   | 1er : Chine (5 827,6 TWh, 54,9 %), 2e : Inde (14,3 %), 3e : États-Unis (6,7 %)                                              |
| Prod.élec.par source** | Gaz naturel              | 2e   | 2024  | 545,8    | TWh    | 7,8 %   | 1er : États-Unis (2 005,2 TWh, 28,6 %), 3e : Iran (4,9 %)                                                                   |
| Nucléaire | Production d'électricité | 4e   | 2024  | 215,7    | TWh    | 7,7 %   | 1er : États-Unis (823,1 TWh, 29,2 %), 2e : Chine (16,0 %), 3e : France (13,5 %)                                             |
| Nucléaire | Puissance installée      | 4e   | 2025  | 26,80    | GW     | 7,5 %   | 1er : États-Unis (96,95 GW, 25,8 %), 2e : France (63 GW, 16,7 %), 3e : Chine (55,32 GW, 14,7 %)                             |
| Hydroélectricité | Production               | 5e   | 2024  | 210,5    | TWh    | 4,7 %   | 1er : Chine (1 354,3 TWh ; 30,4 %), 2e : Brésil (9,3 %), 3e : Canada (7,7 %), 4e : États-Unis (5,4 %)                       |
| Hydroélectricité | Puissance installée      | 5e   | 2024  | 54,33    | GW     | 3,8 %   | 1er : Chine (435,95 GW, 30,2 %), 2e : Brésil (7,6 %), 3e : États-Unis (7,1 %), 4e : Canada (5,8 %)                          |
| * % source (nucléaire, hydro, etc)/total production d'électricité (classement parmi les 10 principaux producteurs) ** production d'électricité à partir de combustibles fossiles |                          |      |       |          |        |         | |

## Sources d'énergie primaire
Le graphique qui aurait dû être présenté ici ne peut pas être affiché car il utilise l'ancienne extension Graph, désactivée pour des questions de sécurité. Des indications pour créer un nouveau graphique avec la nouvelle extension Chart sont disponibles ici.

Le graphique qui aurait dû être présenté ici ne peut pas être affiché car il utilise l'ancienne extension Graph, désactivée pour des questions de sécurité. Des indications pour créer un nouveau graphique avec la nouvelle extension Chart sont disponibles ici.

La Russie est riche en ressources énergétiques. Elle possède les plus grandes réserves de gaz naturel du monde (18 % des réserves prouvées) et les secondes pour le charbon ; elle est le second producteur mondial de gaz naturel, le troisième pour le pétrole, le sixième pour le charbon et le quatrième producteur d'électricité nucléaire.
En 2021, les exportations de pétrole et de gaz représentaient 46 % des exportations totales de la Russie en valeur. Environ 45 % des importations de gaz naturel de l'Europe provenaient de Russie, ainsi que 30 % de celles de pétrole brut et 15 % de celles de produits pétroliers ; à l'inverse, les deux tiers des exportations russes de pétrole brut étaient destinées à l'Europe. Ces exportations représentaient avant le Covid un huitième des recettes budgétaires de l'État. Selon le vice-Premier ministre chargé de l’Énergie, Alexandre Novak, en 2023 l’industrie des hydrocarbures représente 27 % du produit intérieur brut (PIB) de la Russie et leur vente à l’étranger environ 57 % des exportations totales du pays.
La production d'énergie primaire de la Russie atteignait en 2022 un total de 60 448 PJ (pétajoule), dont 94,0 % d'énergies fossiles : gaz naturel 39,2 %, pétrole 37,9 %, charbon 16,9 % ; le nucléaire (4,1 %) et les énergies renouvelables (1,9 %) pèsent peu à côté des mastodontes fossiles, alors même que la Russie compte plusieurs centrales hydroélectriques et nucléaires parmi les plus puissantes du monde.
| Source                                                  | 1990   | %     | 2000   | %     | 2010   | %    | 2020   | %    | 2022   | % 2022 | var. 2022/1990 |
| Charbon                                                 | 8 055  | 14,9  | 5 382  | 13,1  | 6 965  | 13,0 | 9 531  | 16,3 | 10 228 | 16,9 % | +27 %          |
| Pétrole                                                 | 22 033 | 40,7  | 13 534 | 33,0  | 21 208 | 39,6 | 21 719 | 37,2 | 22 884 | 37,9 % | +4 %           |
| Gaz naturel                                             | 21 638 | 40,0  | 19 709 | 48,1  | 22 615 | 42,2 | 23 561 | 40,4 | 23 707 | 39,2 % | +10 %          |
| Total fossiles                                          | 51 726 | 95,5  | 38 625 | 94,3  | 50 788 | 94,8 | 54 811 | 93,9 | 56 819 | 94,0 % | +10 %          |
| Nucléaire                                               | 1 310  | 2,4   | 1 441  | 3,5   | 1 874  | 3,5  | 2 368  | 4,1  | 2 451  | 4,1 %  | +87 %          |
| Hydraulique                                             | 597    | 1,1   | 591    | 1,4   | 599    | 1,1  | 765    | 1,3  | 710    | 1,2 %  | +19 %          |
| Biomasse-déchets                                        | 510    | 0,9   | 293    | 0,7   | 291    | 0,5  | 431    | 0,7  | 433    | 0,7 %  | -15 %          |
| Autres EnR                                              | 1      | 0,002 | 2      | 0,005 | 18     | 0,03 | 16     | 0,03 | 34     | 0,06 % | x33,4          |
| Total EnR                                               | 1 108  | 2,0   | 886    | 2,2   | 908    | 1,7  | 1 212  | 2,0  | 1 178  | 1,9 %  | +6 %           |
| Total                                                   | 54 144 | 100   | 40 952 | 100   | 53 570 | 100  | 58 391 | 100  | 60 448 | 100 %  | +12 %          |
| Source des données : Agence internationale de l'énergie |        |       |        |       |        |      |        |      |        |        |                |

Sur l'ensemble de la période 1990-2022, la production d'énergie de la Russie n'a augmenté que de 11,6 %. On observe deux périodes très contrastées : les années 1990 ont connu de fortes baisses de production : charbon -33 %, pétrole -39 %, gaz naturel -9 % ; les années 2000 ont vu la production en Russie regagner le terrain perdu pour retrouver les niveaux de 1990 et les années 2010 ont poursuivi cette progression, mais 2020 a connu un recul de 6,7 % et 2022 un nouveau recul de 4,5 %, après un rattrapage de 8,4 % en 2021.
Près de la moitié (42,0 %) de cette production est exportée (solde exportateur net) : 46,8 % du pétrole brut (67,2 % avec les produits pétroliers), 23,3 % du gaz naturel et 43,3 % du charbon. La consommation intérieure d'énergie primaire (approvisionnement net, après déduction du solde exportateur, des soutes internationales et des variations de stocks) s'élève à 33 824 PJ.
Voici la partie supérieure du bilan énergétique russe de 2022 qui détaille l'approvisionnement en énergie primaire du pays :
| Source d'énergie                            | Production (PJ) | %      | solde exportateur (PJ) | %      | part exportée de la production | soutes, var.stocks (PJ) | Consomm. intérieure (PJ) | %       |
| Charbon+lignite                             | 10 228          | 16,9 % | −4 433                 | 17,4 % | 43,3 %                         | -210                    | 5 584                    | 16,5 %  |
| Pétrole brut                                | 22 884          | 37,9 % | −10 718                | 46,8 % | 44,3 %                         |                         | 12 166                   | 36,0 %  |
| Produits pétroliers                         |                 |        | −4 711                 | 18,5 % | 20,6 %                         | -39                     | −5 218                   | -15,4 % |
| Gaz naturel                                 | 23 707          | 39,2 % | −5 512                 | 23,3 % | 32,6 %                         | -472                    | 17 723                   | 52,4 %  |
| Nucléaire                                   | 2 451           | 4,1 %  |                        |        |                                |                         | 2 451                    | 7,2 %   |
| Hydraulique                                 | 710             | 1,2 %  |                        |        |                                |                         | 710                      | 2,1 %   |
| Biomasse-déchets                            | 433             | 0,7 %  | -1                     | ε      |                                |                         | 432                      | 1,3 %   |
| Autres EnR                                  | 34              | 0,06 % |                        |        |                                |                         | 34                       | 0,1 %   |
| Solde exp. électricité                      |                 |        | -59                    | 0,2 %  |                                |                         | -59                      | -0,2 %  |
| Total                                       | 60 448          | 100 %  | −25 415                | 100 %  | 42,0 %                         | -721                    | 33 824                   | 100 %   |
| Source : Agence internationale de l'énergie |                 |        |                        |        |                                |                         |                          |         |

Le poids du secteur pétrolier (pétrole brut + produits pétroliers) est de 20,5 % de la consommation intérieure d'énergie primaire.
Une étude du think tank Center for Research on Energy and Clean Air (CREA) révèle que sur les cent jours qui ont suivi l'invasion de l'Ukraine, la Russie a exporté pour 93 milliards € de pétrole brut, produits pétroliers, gaz, GNL et charbon, dont 61 % vers l'Union européenne, qui lui a ainsi versé 57 milliards € entre le 24 février et le 3 juin. La hausse des prix a plus que compensé la baisse des volumes, qui a fait perdre aux producteurs d'hydrocarbures russes une centaine de millions d'euros par jour par rapport à 2021 ; ils ont perdu une autre centaine de millions par jour parce que la Russie est contrainte de vendre son pétrole avec un rabais important, mais l'explosion des cours du pétrole et du gaz a augmenté les recettes de quelque 450 millions € par jour, sur le seul mois de mai 2022, où les recettes de la Russie ont dépassé de 40 % celles de mai 2021.

### Gaz naturel

#### Réserves de gaz naturel
Les réserves prouvées de gaz naturel de la Russie étaient estimées par l'Agence fédérale allemande pour les sciences de la terre et les matières premières (BGR) à 47 759 Gm3 (milliards de m3) fin 2022. Ces réserves classaient la Russie au 1er rang mondial avec 22,7 % du total mondial, devant l'Iran (16,1 %) et le Qatar (11,3 %). Elles sont restées au même niveau depuis douze ans : +0,4 % depuis 2010. Elles représentent 76 années de production au rythme de 2023 : 629,9 Gm3. Les ressources supplémentaires, non encore prouvées, sont estimées à 145 200 Gm3, dont 110 000 Gm3 de réserves conventionnelles, 20 000 Gm3 de gaz de réservoir compact, 145 200 Gm3 de gaz de schiste et 5 700 Gm3 de gaz de couche.
Selon le Conseil mondial de l'énergie (rapport 2013 sur les ressources mondiales), les réserves prouvées récupérables de gaz naturel de la Russie fin 2011 étaient de 44 750 milliards de m3, au 1er rang mondial : 23 % du total mondial, devant l'Iran (16 %), et sa production était de 670 milliards de m3, ce qui laissait 71 ans de réserves. Les réserves sont principalement situées en Sibérie, dont les bassins de Yamburg, Urengoy et Medvezh’ye totalisent 45 % des réserves du pays. La compagnie d'État Gazprom domine l'amont de la chaine gazière, produisant environ 80 % du gaz russe et contrôlant directement plus de 65 % des réserves et une grande part du reste en joint-ventures. Le gaz naturel associé à la production de pétrole est souvent brûlé à la torchère : selon la U.S. National Oceanic and Atmospheric Administration, la Russie a brûlé 1244 milliards de pieds cubes de gaz, plus que tout autre pays et 30 % du total brûlé à la torchère en 2010 dans le monde ; le gouvernement russe a lancé un programme visant à utiliser 95 % de ce gaz associé d'ici 2012, mais cet objectif a peu de chances d'être atteint aussi vite.
Le gisement gazier géant de Chtokman, découvert en 1998 en mer de Barents, recèle des réserves gigantesques : 3 900 milliards de m3, soit 2 % des réserves mondiales. Son développement, lancé en 2007 par Gazprom, le norvégien Statoil et Total ; ses conditions d'exploitation sont très difficiles : il est situé à 500 kilomètres au nord des côtes russes, dans une zone prise par les glaces une bonne partie de l’année. Le coût de son développement, estimé au départ à 15 milliards de dollars, avait été revu à au moins 30 milliards ; Statoil s'est retiré du projet en août 2012, puis Total en juin 2015 ; Gazprom a annoncé qu'il sera repris lorsque la technologie ou les conditions de marché seront plus favorables.

#### Production de gaz naturel
En 2024, la Russie a produit 629,9 Gm3 (milliards de m3) de gaz naturel, soit 22,68 EJ (exajoules), en hausse de 7,1 % en 2024 et de 6,6 % depuis 2014. Elle se classe au 2e rang mondial avec 15,3 % de la production mondiale, derrière les États-Unis (25,0 %) et devant l'Iran (6,4 %).
L'AIE donne des estimations plus élevées pour 2022 : 23,71 EJ, soit 16,2 % de la production mondiale, contre 22,26 EJ et 15,3 % selon l'Energy Institute.

#### Exportations de gaz naturel
En 2024, les exportations de gaz naturel russe ont remonté à 152,5 Gm3 (+16,2 %), après être tombées en 2023 à 130,1 Gm3 contre 240,9 Gm3 en 2021 (-46 % en deux ans), au 2e rang mondial avec une part de marché de 17,2 %, derrière les États-Unis (206,2 Gm3, en hausse de 15,3 % en trois ans, part : 23,3 %). Ses exportations par gazoducs (108,2 Gm3) remontent de 21,5 après une baisse de 56 % en deux ans, alors que ses exportations de GNL (44,3 Gm3) augmentent de 5,1 % en 2024 et de 12 % en 3 ans. Mais après déduction des importations, la Russie conserve le 1er rang des importations nettes : 147,1 Gm3 (16,6 %), devant le Qatar (125,8 Gm3, 14,2 %) et les États-Unis (118,1 Gm3, 13,3 %). Les exportations russes en 2024 étaient destinés :
- à l'Europe : 51,4 Gm3 par gazoducs, dont 27,2 Gm3 pour l'Union européenne et 24,2 Gm3 pour le reste de l'Europe ; 21,4 Gm3 par mer, dont 8,4 Gm3 pour la France, 6,5 Gm3 pour l'Espagne et 3,4 Gm3 pour la Belgique ;
- aux pays de l'ancienne URSS : 29,8 Gm3 par gazoducs, en particulier la Biélorussie : 15,9 Gm3 ;
- à l'Asie : 26,7 Gm3 par gazoduc pour la Chine et 22,6 Gm3 par mer, surtout à la Chine : 11,4 Gm3, au Japon : 7,7 Gm3 et à la Corée du sud : 2,9 Gm3[s 7],[s 8].

La Russie a également importé 5,4 Gm3 par gazoduc en 2024, dont 4,7 Gm3 du Turkmenistan et 0,7 Gm3 du Kazakhstan.
À la suite de l'invasion de l'Ukraine par la Russie, la Chine ne pourra pas se substituer à l'Europe pour absorber la production de gaz russe : le gazoduc « Power of Siberia », seule route pour le gaz naturel entre la Russie et la Chine, ne peut acheminer qu'une petite fraction des ventes réalisées vers l'Europe, et ce gazoduc n'est pas connecté aux champs gaziers russes qui alimentent l'Europe.
En 2013, selon une étude d'Eurogas, la part du gaz russe dans la consommation des 28 pays de l'Union européenne a atteint 27 %, contre 23 % en 2012 ; la consommation de gaz de l'UE a pourtant reculé, pour la troisième année de suite, baissant de 1,4 % à 462 milliards de mètres cubes, après des baisses de 10 % et 2 % en 2011 et 2012 ; la production de gaz sur le territoire de l'Union européenne a connu un déclin de 1 % à 156 milliards de mètres cubes mais reste la première source (33 % de la consommation, comme en 2012) de l'UE.
Selon les statistiques d'Eurostat, en 2011 la part des importations de gaz russe dans la consommation brute de gaz naturel des pays de l'Union européenne était la suivante :
- six pays dépassaient 100 % : les trois pays baltes, la Finlande, la République tchèque et la Slovaquie (ces dépassements peuvent s'expliquer par des variations de stocks ou des consommations extérieures telles que les soutes) ;
- deux pays proches de 100 % : Autriche (98,3 %) et Bulgarie (95,7 %) ;
- trois autres pays au-dessus de 50 % : Grèce (65,5 %), Slovénie (53,2 %) et Hongrie (51 %) ;
- quatre pays entre 20 et 50 % : Allemagne (41,6 %), Italie (28,2 %), Luxembourg (26,6 %) et Roumanie (21,2 %) ;
- deux pays peu dépendants (<20 %) : France (16,9 %) et Pays-Bas (4,7 %) ;
- dix pays non dépendants (0 % ou <1 %) : Belgique, Royaume-Uni, Suède, Pologne, Danemark, Irlande, Espagne, Portugal, Croatie, Chypre.

Les importations de gaz russe de l'Allemagne représentaient 29,6 % du total de celles de l'UE, suivies de l'Italie : 18,3 % ; ces deux pays recevaient donc 48 % du gaz russe importé par l'UE.

#### Gazoducs

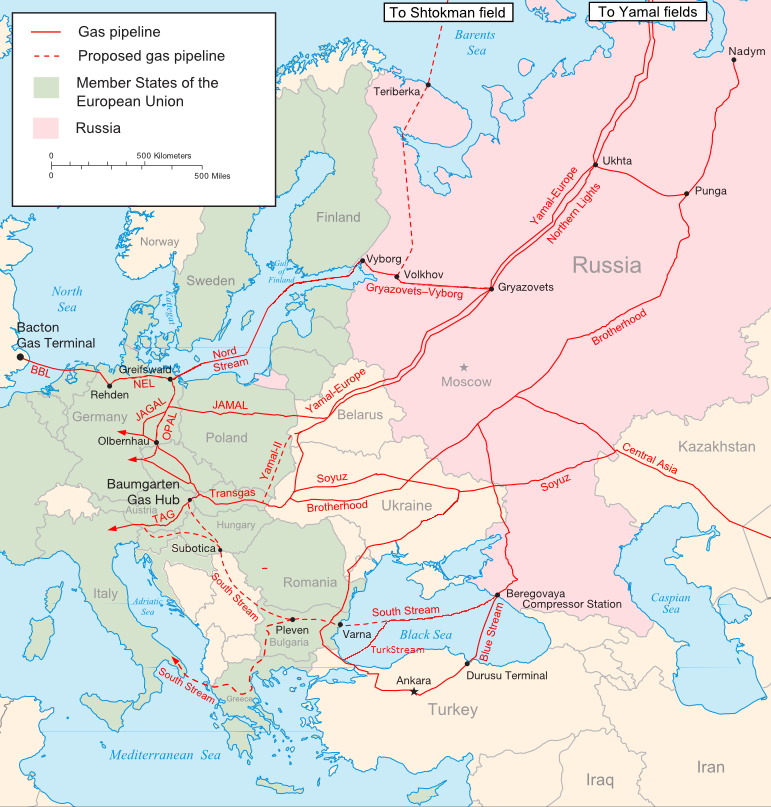
Principaux gazoducs existant et en projet approvisionnant l'Europe en gaz russe.

Gazprom domine également le réseau de gazoducs russe : dix grands gazoducs, dont huit gazoducs d'exportation : Yamal-Europe I, Northern Lights, Soyuz et Bratrstvo acheminent le gaz vers l'Europe à travers l'Ukraine et le Belarus (capacité totale : 4 Tcf) et Nord Stream, inauguré en 2011, à travers la Baltique ; Blue Stream, North Caucasus et Mozdok-Gazi-Magomed desservent la Turquie et les ex-républiques soviétiques de l'est. La Russie exporte aussi du GNL par méthaniers : en 2011, l'usine de gazéification de Sakhalin Energy (10 millions de tonnes de capacité), inaugurée en 2009, a exporté du GNL vers le Japon (69,5 %), la Corée du Sud (25,7 %), la Chine (2,4 %), Taïwan (1,7 %) et la Thaïlande (0,6 %) ; plusieurs projets de terminaux méthaniers sont en cours : Yamal LNG, Shtokman LNG, Vladivostok.
Le projet de gazoduc South Stream, qui devait alimenter l'Italie et plusieurs pays de l'Est en contournant l'Ukraine par le sud, a été abandonné : le 1er décembre 2014, le président Vladimir Poutine a annoncé cet abandon, le justifiant par le refus de la Bulgarie, sous pression de l’Union européenne, dont elle est membre, d’autoriser le passage du tuyau sur son territoire ; il a aussi vivement critiqué Bruxelles qui estime que les contrats signés par Gazprom pour ce projet violent les règles européennes de la concurrence, et annoncé une réorientation des flux d'exportations énergétiques de la Russie : « l’Europe ne recevra plus les mêmes volumes de la Russie ,  mais c’est le choix de nos amis européens » .
Gazprom, principal fournisseur de gaz de l'Union européenne, a annoncé à ses clients qu'ils devront aller chercher leur gaz à leurs frais en Turquie, appelée à remplacer l'Ukraine comme zone de transit après l'abandon par la Russie du projet de gazoduc South Stream. Or GDF Suez, ENI, E.ON et autres gaziers européens disposent de contrats de long terme prévoyant que Gazprom leur livre du gaz en des points précis, et non à la frontière gréco-turque. Gazprom devrait alors payer des pénalités énormes. Les pays européens sont diversement concernés par ce bras de fer : le Royaume-Uni, la Belgique et les Pays-Bas n'achètent pas de gaz russe, la Pologne et l'Allemagne sont approvisionnés via le Belarus ; mais l'Autriche, la Slovaquie, la République tchèque, tous les pays du sud et du sud-est de l'Europe, ainsi que des clients italiens ou français, sont concernés.

#### Terminaux GNL
L'exportation par voie maritime de gaz naturel liquéfié (GNL) se développe. Novatek, numéro deux du gaz en Russie après Gazprom et premier groupe gazier privé, est le spécialiste du GNL dans l'Arctique. Il annonce le 5 septembre 2019 la finalisation du financement d'Arctic LNG 2, un chantier sur la péninsule de Gydan estimé à plus de 21 milliards de dollars, avec un premier cargo prévu pour 2023. Total est actionnaire du projet à 10 % et détient également 19,4 % du capital de Novatek, qui détient 60 % du projet. Novatek a démarré fin 2017 la production de sa première usine de liquéfaction Arctic LNG 1 de 27 milliards de dollars sur la péninsule de Yamal, voisine de la péninsule de Gydan où se situe le deuxième projet.
Le projet Arctic LNG 2 de Novatek, dont TotalEnergies est actionnaire à 10 %, a bouclé son financement fin novembre 2021 grâce à une levée de dette de 9,5 milliards €, dont 4,5 milliards € par des banques russes, 2,5 milliards € par des banques chinoises et 2,5 milliards € par des banques japonaises, italiennes et allemandes. Aucune banque française n'est directement impliquée, et la banque publique Bpifrance n'a pas apporté de garantie-export au projet. L'autre moitié des dépenses sera financée sur les fonds propres des partenaires du projet : le russe Novatek (60 %), TotalEnergies (10 %), les chinois CNPC et CNOOC (10 % chacun) ainsi que les japonais Mitsui et JOGMEC (10 %). Ce projet de 19 milliards € prévoit la construction de trois unités de liquéfaction du gaz sibérien, qui pourront produire jusqu'à 19 millions de tonnes de GNL par an à partir de 2023. Il est particulièrement contesté par les défenseurs de l'environnement parce qu'il participe au réchauffement climatique dans une région fragile, l'Arctique, qui se réchauffe déjà trois fois plus vite que le reste de la planète.

#### Consommation de gaz naturel
En 2024, la Russie a consommé 477 Gm3 de gaz naturel, soit 17,2 EJ (exajoules), en hausse de 4,9 % en 2024 et de 13 % depuis 2014. Elle se classe au 2e rang mondial avec 11,6 % de la consommation mondiale, loin derrière les États-Unis (21,9 %) mais devant la Chine (10,6 %). Elle consomme 75,7 % de sa production.

### Pétrole

#### Réserves de pétrole
Les réserves prouvées de pétrole de la Russie étaient estimées par l'Agence fédérale allemande pour les sciences de la terre et les matières premières (BGR) à 14 767 Mt (millions de tonnes) fin 2022, au 7e rang mondial avec 5,8 % du total mondial, derrière le Venezuela (18,7 %), l'Arabie Saoudite (15,3 %), l'Iran (11,2 %), le Canada (10,2 %), l'Irak (7,8 %) et les Émirats arabes unis (6,1 %). Elles représentaient 28 années de production au rythme de 2024 : 526 Mt. Elles ont fortement progressé depuis 2010 : +40 %. Les ressources supplémentaires, non encore prouvées, sont estimées à 113 014 Mt, dont 92 936 Mt de pétrole conventionnel, 14 850 Mt de pétrole de schiste et 5 225 Mt de sables bitumineux.
Le risque d'épuisement des réserves reste théorique, car le pays compte de vastes territoires inexplorés ainsi que des réserves « probables et possibles » gigantesques en Sibérie orientale, en Arctique et dans l'offshore profond. Mais ces gisements seront coûteux à exploiter et nécessiteront des technologies dont ne dispose pas la Russie.
Selon le Conseil mondial de l'énergie (rapport 2013 sur les ressources mondiales), les réserves prouvées récupérables de la Russie à fin 2011 étaient de 8,2 milliards de tonnes (60 milliards de barils), au 7e rang mondial : 4,6 % du total mondial (le no 1, l'Arabie saoudite, a 36,2 Mds tonnes, soit 20 %), et sa production de 509 Mt (2e rang mondial), ce qui laissait seulement 16 ans de réserves. La majeure partie des réserves sont situées en Sibérie occidentale, entre les Monts Oural et le plateau central sibérien, ainsi que dans la région Volga-Urals, jusqu'à la Caspienne ; la Sibérie a des réserves encore peu explorées.
Les réserves prouvées de pétrole de schiste sont estimées à 248 milliards de barils, soit 5 % du total mondial ; plus de 80 gisements ont été identifiés dans le bassin de la Baltique, à l'est de la partie européenne du pays et au nord-est de la Sibérie.
Lukoil a signé avec Total le 23 mai 2014 un accord créant une coentreprise (51 % Lukoil, 49 % Total) pour exploiter du pétrole de schiste en Sibérie occidentale ; les deux groupes investiront 120 à 150 millions $ pendant deux ans dans l'exploration géologique ; la formation Bajenov, où la coentreprise effectuera ses explorations, contient des réserves estimées de façon sommaire à 70 millions de tonnes de pétrole. Les premiers forages d'exploration sont prévus en 2015 sur une zone couvrant 2 700 km2 dans le district autonome des Khantys-Mansis.

#### Production de pétrole
En 2024, la Russie a produit 526 Mt (millions de tonnes) de pétrole, en recul de 3,1 % en 2024 et de 2,1 % depuis 2014. Elle se classe au 2e rang mondial avec 11,6 % de la production mondiale, derrière les États-Unis (18,9 %) et devant l'Arabie saoudite (11,2 %).
En 2011, la Russie avait produit 10,2 millions de barils par jour d'hydrocarbures liquides, dont 9,8 Mbbl/j de pétrole brut, et en avait consommé environ 3,1 Mbbl/j et exporté 7 Mbbl/j, dont 4,9 Mbbl/j de brut et le reste en produits raffinés ; 78 % des exportations étaient destinées à l'Europe, en particulier l'Allemagne, les Pays-Bas et la Pologne ; 16 % allaient à l'Asie et 6 % à l'Amérique. La Russie avait 40 raffineries, d'une capacité totale de 5,4 Mbbl/j ; Rosneft, le principal raffineur, contrôlait 1,3 Mbbl/j, en particulier la plus grande raffinerie du pays, celle d'Angarsk (385 176 bl/j) LUKoil a une capacité de raffinage de 976 000 bl/j et TNK-BP 690 000 bl/j.
La principale compagnie pétrolière russe est Rosneft suivie par Lukoil, TNK-BP, Surgutneftegaz, Gazprom Neft et Tatneft,.
Le 22/10/2012, Rosneft a annoncé son intention de s'emparer de la totalité de TNK-BP pour 61 milliards de dollars.
La Russie prévoyait d’investir 400 milliards de dollars sur vingt ans dans l'Arctique, mais les sanctions liées à l’Ukraine risquent de ralentir ses ambitions. Gazprom est la première société au monde à avoir commencé à produire du pétrole dans l’océan Arctique : entrée en production en avril dernier, la plate-forme de Prirazlomnoye, en mer de Petchora, a produit 2,2 millions de barils équivalent pétrole en 2014, et prévoit de multiplier ce chiffre par 2 à 2,5 en 2015, au moyen de quatre nouveaux puits. C’est en Russie que se trouve, et de loin, le plus gros potentiel de l’Arctique », mais les compagnies russes ont besoin des technologies occidentales ; elles savent réaliser des forages en conditions extrêmes, mais pas développer des projets pour produire. Gazprom a ainsi conclu des coopérations avec Shell et s’était associé à Total, entre autres, pour développer le champ de Chtokman en mer de Barents, finalement suspendu sine die il y a deux ans, car trop coûteux. Le grand projet Yamal de Total, qui n’est pas un projet offshore, n’est pas touché directement par les sanctions, mais son financement est affecté. Rosneft a conclu des accords avec ExxonMobil, Statoil, BP et ENI, et a foré durant l'été 2014 un premier puits à 600 millions de dollars en mer de Kara avec ExxonMobil, qui a donné lieu à une découverte potentiellement gigantesque, estimée à 1 milliard de barils de pétrole, mais les opérations ont dû être interrompues avant même que le puits ait été testé, à cause des sanctions. Statoil a arrêté ses opérations en mer de Barents mais poursuit sa coopération en mer d’Okhotsk, où un puits d’exploration doit être foré en 2016.

#### Exportations de pétrole
La Russie était en 2024 le 3e exportateur mondial de pétrole et produits pétroliers avec 347,4 Mt, dont 243,1 Mt de brut et 104,3 Mt de produits pétroliers, soit 10,1 % des exportations mondiales, derrière les États-Unis (14,2 %) et l'Arabie saoudite (11,0 %). Ces exportations ont augmenté de 3,3 % en 2024, mais reculé de 9,6 % depuis 2014. Les exportations nettes de pétrole brut se classent au 2e rang mondial (11,3 %) derrière l'Arabie saoudite (14,5 %) et devant le Canada (9,0 %), et celles de produits pétroliers au 2e rang (8,2 %) derrière les États-Unis (15,5 %). Les exportations de brut de 2024 étaient surtout destinées à l'Asie : 196,4 Mt (80,8 %) (dont la Chine : 108,5 Mt, 44,6 % et l'Inde : 87,5 Mt, 36 %), à l'Europe : 29,6 Mt (12,2 %) et aux pays de l'ex-URSS : 16,1 Mt (6,6 %). Les exportations de produits pétroliers allaient surtout vers l'Europe : 36,6 Mt (35,1 %) et vers l'Asie : 34,5 Mt (33,1 %), dont la Chine : 17,4 Mt, 16,7 %.
Tous les oléoducs majeurs (sauf celui du Caspian Pipeline Consortium) sont possédés et exploités par le monopole étatique Transneft; les oléoducs pour produits pétroliers sont possédés et exploités par sa filiale Transnefteproduct. Actuellement, Transneft construit l'Oléoduc Sibérie orientale - océan Pacifique qui va transporter le pétrole russe aux marchés de l'Asie-Pacifique (Chine, Japon, Corée). La Russie est aussi le principal pays de transit pour le pétrole du Kazakhstan.

#### Consommation de pétrole

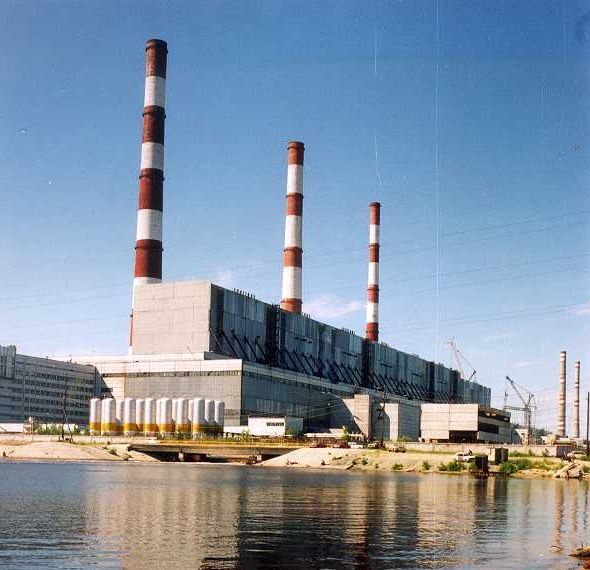
Centrale Surgut-2 dans le District autonome de Khantys-Mansis, en Sibérie Occidentale
C'est la plus puissante centrale au fioul au monde, avec 5600 MW ; les 3e (Surgut-1, 3280 MW) et 5e (Ryazan, 2800 MW) sont aussi en Russie.

En 2024, la Russie a consommé 3,85 Mb/j (millions de barils par jour), soit 7,7 EJ (exajoules), en progression de 2,2 % en 2024 et de 14,3 % depuis 2014. Elle se classe au 4e rang mondial avec 3,9 % de la consommation mondiale, derrière les États-Unis (18,0 %), la Chine (16,5 %) et l'Inde (5,5 %), et devant l'Arabie saoudite (3,7 %). Sa production représente 2,8 fois sa consommation.

### Charbon

#### Réserves de charbon
Les réserves prouvées récupérables de charbon de la Russie étaient estimées par l'Agence fédérale allemande pour les sciences de la terre et les matières premières (BGR) à 71 719 Mt (millions de tonnes) fin 2022, soit 9,2 % des réserves mondiales, au 5e rang mondial, derrière les États-Unis (28 %), la Chine (18,8 %), l'Inde (15,7 %) et l'Australie (9,7 %), et celles de lignite) à 90 447 Mt, soit 28,2 % du total mondial, au 1er rang mondial. Au total, ces réserves atteignent 2 807 EJ, soit 12,2 % des réserves mondiales, au 4e rang derrière les États-Unis (25,0 %), la Chine (16,3 %) et l'Inde (13,5 %), devant l'Australie (11,8 %). Elles représentent 308 années de production au rythme de 2024 : 9,12 EJ. Elles ont été réévaluées en hausse de 4,5 % depuis 2010 pour le charbon et en baisse de 1 % pour le lignite. BGR estime les ressources supplémentaires identifiées, mais dont l'exploitation n'est pas techniquement ou économiquement justifiée, à 1 117 Gt de charbon et 541 Gt de lignite.
Selon le Conseil mondial de l'énergie (rapport 2013 sur les ressources mondiales), les réserves prouvées de la Russie à fin 2011 étaient de 194 milliards de tonnes (estimation de 1996), dont 157 milliards de tonnes récupérables (dont 10,5 milliards de tonnes de lignite), et sa production de 326 Mt, ce qui laissait plusieurs siècles de réserves. Une grande part des gisements est exploitable à ciel ouvert : 23 % du charbon bitumineux, 74 % du sub-bitumineux et 100 % du lignite. Les gisements sont répartis dans de nombreuses régions, depuis le bassin de Moscou à l'ouest au bassin de Donetsk, à cheval sur la frontière ukrainienne au sud-ouest, au bassin de Petchora au nord-est de la Russie européenne, et aux bassins sibériens d'Irkoutsk, de Kouznetsk, de Kansk-Achinsk, de la Léna, de Yakoutie du Sud et de la Toungouska.
Les principaux gisements de houille sont situés dans les bassins de Petchora (90 000 km2), dont 85 % est sous le permafrost, produisant des charbons de bonne qualité et assez proche des marchés, et du Kouznetsk (26 700 km2), à l'est de Novossibirsk. Le bassin de Kansk-Achinsk, encore plus à l'est, contient d'énormes gisements de lignite ; situé sur le tracé du transsibérien, il alimente des centrales électriques et des usines carbo-chimiques. Les vastes bassins sibériens de la Léna et de la Toungouska constituent des ressources largement inexplorées, dont l'exploitation  commerciale serait probablement difficile.

#### Production de charbon

La Russie est aussi un gros producteur et exportateur de charbon

En 2024, la production de charbon de la Russie atteignait 427,2 Mt, soit 9,12 EJ (exajoules), en baisse de 1,1 % en 2024, mais en progression de 23,4 % depuis 2014, au 6e rang mondial avec 5,0 % du total mondial, derrière la Chine (51,8 %), l'Inde (9,9 %), l'Indonésie (9,3 %), l'Australie (6,5 %) et les États-Unis (5,8 %). Cette production se composait en 2022 de 346,9 Mt (millions de tonnes) de charbon (361,6 Mt en 2021), au 6e rang mondial et de 89,0 Mt de lignite, au 4e rang mondial derrière la Chine, l'Indonésie et l'Allemagne.
En 2020, la Russie a produit 9 596 TJ de charbon, dont 1 094 TJ de lignite (11,4 %).
Depuis un pic à environ 425 Mt (millions de tonnes) en 1988, la production de charbon de la Russie a connu un déclin prononcé à la suite de la désintégration de l'URSS, atteignant un point bas de 232 Mt en 1998, puis elle a regagné une partie du terrain perdu, atteignant 326 Mt (154 Mtep) en 2008.
Les deux principaux producteurs russes de charbon sont Rosugol et Donugol.

#### Exportation de charbon
En 2024, la Russie a exporté 4,81 EJ (exajoules) de charbon, au 3e rang mondial avec 13,4 % des exportations mondiales, derrière l'Indonésie (29,8 %) et l'Australie (25,2 %), et devant les États-Unis (7,2 %). Les exportations russes ont reculé de 12 % en 2024 et de 20 % par rapport au pic de 6,03 EJ atteint en 2021, mais progressé de 27 % en dix ans (2014-2024). Les principales destinations sont la Chine (52 %), l'Europe (14 %), la Corée du sud (10 %), l'Inde (10 %) et le reste de l'Asie (11,6 %). Les exportations représentent 52,7 % de la production du pays.

#### Consommation de charbon
La consommation de charbon en Russie s'est établie en 2024 à 3,75 EJ (exajoules), en baisse de 2 % en 2024, mais en progression de 2,2 % depuis 2014, au 6e rang mondial avec 2,3 % du total mondial, très loin derrière la Chine (55,9 %) et l'Inde (13,9 %). La Russie consomme 41,1 % de sa production de charbon et exporte le reste.
En 2022, 40 % du charbon consommé en Russie a été brûlé dans les centrales de cogénération (électricité + chaleur) et 10 % dans les centrales de chaleur, ces deux catégories de centrales alimentant le chauffage urbain ; la cokéfaction pour la sidérurgie (16 %), l'industrie (21 %), le secteur résidentiel (1,5 %, en forte baisse) et le tertiaire (0,5 %) se partageaient le reste.

### Tourbe

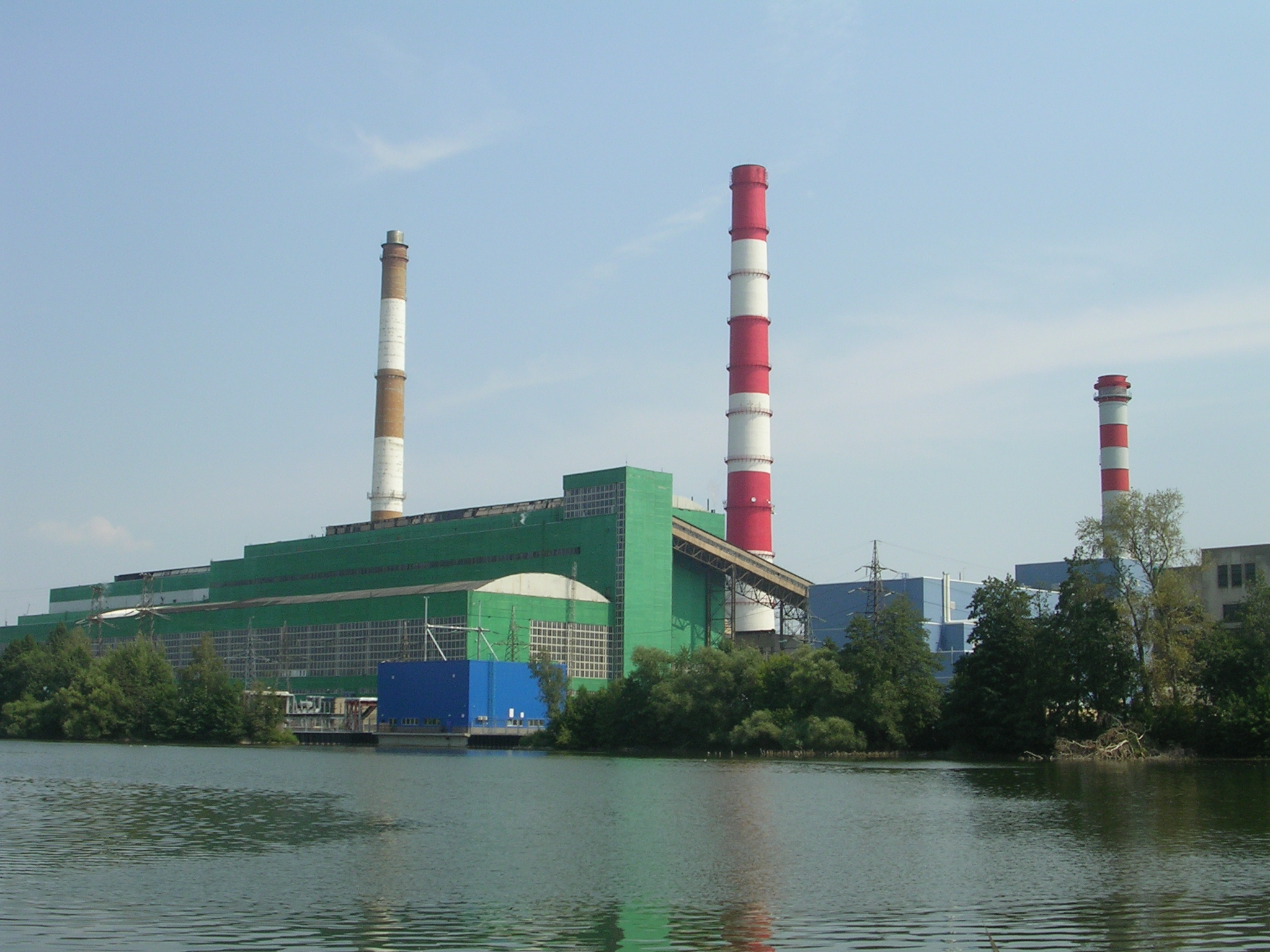
Centrale de Shatura près de Moscou
Construite en 1925, initialement alimentée par la tourbe, c'était la plus puissante centrale à tourbe du monde avec 1100 MW ; depuis, elle a été convertie au multifuel ; en 2005, elle n'utilisait plus que 11,5 % de tourbe.

La Russie compte 1,39 million de km2 de tourbières, soit 35 % du total mondial ; les principaux gisements de tourbe (85 %) sont situés dans la partie nord-ouest de la Russie, en Sibérie Occidentale, près de la côte ouest du Kamtchatka et dans plusieurs autres régions extrême-orientales. Les tourbières sibériennes comptent pour presque 75 % des réserves totales de Russie de 186 milliards de tonnes, les secondes après celles du Canada. Environ 5 % de la tourbe exploitable (0,8 million tonnes en 2008) est utilisée pour la production de combustible, le reste est utilisé dans l'agriculture et pour le chauffage résidentiel dans les zones rurales. Bien que la tourbe ait été utilisée comme combustible industriel pour la production d'électricité en Russie sur une longue période (en 1928 plus de 40 % de l'électricité soviétique était produite à base de tourbe), sa part a été en déclin sur le long terme, et depuis 1980 s'est élevée à moins de 1 %.

### Pétrole non conventionnel

#### Schistes bitumineux
La Russie possède les plus grandes réserves de schiste bitumineux en Europe estimées à 35,47 milliards de tonnes d'huile de schiste. Plus de 80 gisements d'huile de schiste ont été identifiés. Les principaux gisements sont situés dans la province de Volga-Petchyorsk et dans le bassin de la Baltique. L'exploitation des gisements dans la province de Volga-Petchyorsk a commencé dans les années 1930, mais fut abandonnée à cause de problèmes environnementaux. L'essentiel de l'industrie de l'huile de schiste était concentré dans le bassin de la Baltique, où la mine de Leningradslanets produisait 1,12 Mt en 2002 ; la production était livrée à la centrale électrique Estonian Baltic dont l'électricité était livrée à UES (Unified Energy System of Russia), jusqu'à 2005 où la production de la mine a été arrêtée ; la société russe Renova prévoit de construire sa propre usine de production d'huile de schiste, et a redémarré l'exploitation minière en 2007 à 50 000 tonnes par mois, en grande partie exportées vers l'Estonie en 2009. À Slantsy, près de la frontière estonienne, une centrale électrique (75 MW) brûlait l'huile de schiste, mais en 1999 l'usine de traitement d'huile de schiste de Slantsy et la centrale furent reconvertis pour utiliser du gaz naturel et les activités minières cessèrent en 2005. À Syzran une petite usine de traitement (10 000 tonnes par an) continue à fonctionner.

#### Bitume naturel et pétrole extra-lourd
De petites réserves de pétrole extra-lourd ont été identifiées : 6 gisements avec 177 millions de barils de réserves, dans les bassins de Volga-Oural et de Nord Caucase-Mangyshlak. D'importants gisements de bitume naturel (39 gisements, avec 295 milliards de barils de réserves prouvées et 51 Mds éventuelles) sont localisés dans la Sibérie Orientale dans le bassin de la Toungouska (plus de 50 Mds barils), ainsi que dans les bassins Timan-Petchora and Volga-Oural, ainsi que dans le Tatarstan, seule zone où les études sont suffisamment avancées pour qu'une exploitation soit envisageable. En septembre 2007, Tatneft et Royal Dutch Shell ont annoncé un partenariat stratégique pour développer la production de pétrole brut lourd au Tatarstan, où Tatneft a déjà une production pilote de bitume.

### Uranium
La Russie était en 2017 le 6e producteur mondial d'uranium avec 2 917 tonnes, soit 4,9 % du total mondial, loin derrière le Kazakhstan (23 391 tonnes).
Les ressources récupérables d'uranium en Russie (à un coût inférieur à 130 $/kg) étaient estimées en 2021 à 480 900 tonnes, soit 8 % du total mondial, au 4e rang derrière l'Australie (28 %), le Kazakhstan (13 %) et le Canada (10 %).
Selon le Conseil mondial de l'énergie, la Russie avait en 2008 des réserves d'uranium « raisonnablement assurées » estimées à 181 000 tonnes (4,5 % des réserves mondiales) ; le Kazakhstan voisin en a 414 000 tonnes. S'y ajoutent les réserves « présumées » qui s'élèvent à 385 000 tonnes (Kazakhstan : 418 000 tonnes), et les réserves « pronostiquées » et « spéculatives » : 815 000 tonnes (Kazakhstan : 800 000 tonnes). Les activités d'exploration, entreprises dès 1944, ont permis de découvrir plus d'une centaine de gisements dans 14 districts, dont trois ont été mis en valeur à l'est de l'Oural (Transural, West Siberia et Vitim). La plus importante zone de production d'uranium a été la région de Streltsovsk près de Krasnokamensk dans l'oblast de Tchita, où l'exploitation relève de l'entreprise d'État Priargunsky, dont la capacité nominale de production atteint 3 500 tonnes par an, et qui assure plus de 90 % de la production nationale. En 2008, la fédération de Russie était le cinquième producteur d'uranium du monde : 3 521 tonnes représentant 8 % de la production mondiale ; sa production cumulée jusqu'à fin 2008 atteignait 139 735 tonnes (5,8 % du total mondial).

## Consommation intérieure d'énergie primaire
La consommation d'énergie primaire de la Russie atteint 33,82 EJ en 2022. Sa consommation par habitant est de 235,6 GJ, soit trois fois la moyenne mondiale (78,3 GJ), 2,1 fois celle de la Chine et 1,8 fois celle de la France.
L'Energy Institute, qui ne prend pas en compte la biomasse autoconsommée, estime la consommation d'énergie primaire de la Russie en 2024 à 31,77 EJ, soit 5,4 % du total mondial, au 4e rang mondial, derrière la Chine (27,0 %), les États-Unis (15,5 %) et l'Inde (6,5 %). Sa consommation par habitant en 2024 est estimée à 219,35 GJ, niveau trois fois supérieur à la moyenne mondiale : 72,56 GJ et supérieur de 62 % à celui de la France : 135,35 GJ et de 83 % à celui de l'Allemagne : 119,88 GJ, mais inférieur de 17 % à celui des États-Unis : 265,85 GJ.
| Source                                                  | 1990   | %     | 2000   | %    | 2010   | %    | 2020   | %    | 2022   | % 2022 | var. 2022/1990 |
| Charbon                                                 | 8 002  | 21,7  | 5 024  | 19,4 | 4 427  | 15,3 | 4 891  | 15,9 | 5 584  | 16,5 % | -30 %          |
| Pétrole                                                 | 11 044 | 30,0  | 5 280  | 20,4 | 5 823  | 20,1 | 6 270  | 20,4 | 6 948  | 20,5 % | -37 %          |
| Gaz naturel                                             | 15 382 | 41,8  | 13 356 | 51,5 | 16 058 | 55,3 | 15 974 | 52,1 | 17 723 | 52,4 % | +15 %          |
| Total fossiles                                          | 34 428 | 93,5  | 23 660 | 91,2 | 26 308 | 90,6 | 28 322 | 88,9 | 30 256 | 89,4 % | -12 %          |
| Nucléaire                                               | 1 310  | 3,6   | 1 441  | 5,6  | 1 874  | 6,5  | 2 368  | 7,7  | 2 451  | 7,2 %  | +87 %          |
| Hydraulique                                             | 597    | 1,6   | 591    | 2,3  | 599    | 2,1  | 765    | 2,5  | 710    | 2,1 %  | +19 %          |
| Biomasse-déchets                                        | 510    | 1,4   | 289    | 1,1  | 291    | 1,0  | 433    | 1,4  | 432    | 1,3 %  | -15 %          |
| Éolien, solaire, géothermie                             | 1      | 0,003 | 2      | 0,01 | 18     | 0,06 | 16     | 0,05 | 34     | 0,1 %  | x33,4          |
| Total EnR                                               | 1 108  | 3,0   | 882    | 3,4  | 908    | 3,1  | 1 214  | 4,0  | 1 176  | 3,5 %  | +6 %           |
| Solde exp.électricité                                   | -30    | -0,1  | -51    | -0,2 | -63    | -0,2 | -39    | -0,1 | -59    | -0,2 % | +97 %          |
| Total                                                   | 36 816 | 100   | 25 932 | 100  | 29 027 | 100  | 30 678 | 100  | 33 824 | 100 %  | -8 %           |
| Source des données : Agence internationale de l'énergie |        |       |        |      |        |      |        |      |        |        |                |

La consommation d'énergie primaire a reculé de 29,6 % pendant la décennie 1990-2000, puis a progressé de 30,4 % entre 2000 et 2022.

## Consommation finale d'énergie
Le graphique qui aurait dû être présenté ici ne peut pas être affiché car il utilise l'ancienne extension Graph, désactivée pour des questions de sécurité. Des indications pour créer un nouveau graphique avec la nouvelle extension Chart sont disponibles ici.

La consommation finale d'énergie en Russie (après raffinage, transformation en électricité ou en chaleur de réseau, transport, etc) a évolué comme suit :
| Source                                                  | 1990   | %    | 2000   | %    | 2010   | %    | 2020   | %    | 2022   | % 2022 | var. 2022/1990 |
| Charbon                                                 | 2 291  | 8,8  | 752    | 4,3  | 597    | 3,2  | 1 293  | 6,2  | 1 302  | 5,9 %  | -43 %          |
| Produits pétroliers                                     | 6 071  | 23,2 | 3 792  | 21,7 | 4 593  | 24,6 | 5 432  | 25,9 | 5 952  | 26,8 % | -2 %           |
| Gaz naturel                                             | 5 992  | 22,9 | 4 906  | 28,0 | 5 997  | 32,1 | 7 068  | 33,8 | 7 326  | 32,9 % | +22 %          |
| Biomasse-déchets                                        | 339    | 1,3  | 128    | 0,7  | 98     | 0,5  | 224    | 1,1  | 222    | 1,0 %  | -34 %          |
| Électricité                                             | 2 976  | 11,4 | 2 191  | 12,5 | 2 616  | 14,0 | 2 691  | 12,8 | 2 962  | 13,3 % | -0,5 %         |
| Chaleur                                                 | 8 500  | 32,5 | 5 727  | 32,7 | 4 799  | 25,7 | 4 234  | 20,2 | 4 472  | 20,1 % | -47 %          |
| Total                                                   | 26 170 | 100  | 17 496 | 100  | 18 700 | 100  | 20 942 | 100  | 22 237 | 100 %  | -15 %          |
| Source des données : Agence internationale de l'énergie |        |      |        |      |        |      |        |      |        |        |                |

La consommation finale d'énergie en Russie a fortement reculé au cours des années 1990 du fait des crises de cette période (crise de 1992-1994 lors des privatisations massives ; crise financière russe de 1998, conséquence de la crise économique asiatique) et de gains d'efficacité énergétique, puis a regagné pendant les années 2000 une partie du terrain perdu.
On note la part considérable du gaz, mais aussi celle des réseaux de chaleur, qui dépassent l'électricité et pèsent même presque autant que les produits pétroliers : c'est un trait original de la Russie, comme de bien des pays nordiques.
| Source                                                   | 1990   | %    | 2000   | %    | 2010   | %    | 2020   | %    | 2022   | % 2022 | var. 2022/1990 |
| Industrie                                                | 8 737  | 33,4 | 5 352  | 30,6 | 5 290  | 28,3 | 5 907  | 28,2 | 6 321  | 28,4 % | -28 %          |
| Transport                                                | 4 852  | 18,5 | 3 118  | 17,8 | 4 040  | 21,6 | 3 890  | 18,6 | 4 307  | 19,4 % | -11 %          |
| Résidentiel                                              | 3 496  | 13,4 | 5 873  | 33,6 | 4 667  | 25,0 | 5 626  | 26,9 | 5 900  | 26,5 % | +69 %          |
| Tertiaire                                                | 1 519  | 5,8  | 948    | 5,4  | 1 550  | 8,3  | 1 577  | 7,5  | 1 670  | 7,5 %  | +10 %          |
| Agriculture                                              | 926    | 3,5  | 571    | 3,3  | 374    | 2,0  | 379    | 1,8  | 443    | 2,0 %  | -52 %          |
| Non spécifié                                             | 4 957  | 18,9 | 113    | 0,6  | 1      | ε    | 0,07   | ε    | 0,07   | ε      | -100 %         |
| Usages non énergétiques                                  | 1 683  | 6,4  | 1 520  | 8,7  | 2 778  | 14,9 | 3 564  | 17,0 | 3 596  | 16,2 % | +114 %         |
| Total                                                    | 26 170 | 100  | 17 496 | 100  | 18 700 | 100  | 20 942 | 100  | 22 237 | 100 %  | -15 %          |
| Source des données : Agence internationale de l'énergie. |        |      |        |      |        |      |        |      |        |        |                |

La modernisation de l'économie russe est mise en évidence par la quasi-disparition de la rubrique "non spécifié", la baisse des consommations de l'industrie et des transports (efficacité énergétique accrue) et la progression de la part des ménages et du tertiaire.

## Secteur électrique

### Production d'électricité
Le graphique qui aurait dû être présenté ici ne peut pas être affiché car il utilise l'ancienne extension Graph, désactivée pour des questions de sécurité. Des indications pour créer un nouveau graphique avec la nouvelle extension Chart sont disponibles ici.

Le graphique qui aurait dû être présenté ici ne peut pas être affiché car il utilise l'ancienne extension Graph, désactivée pour des questions de sécurité. Des indications pour créer un nouveau graphique avec la nouvelle extension Chart sont disponibles ici.

Évolution de la production des principales sources d'électricité en Russie
Source : Agence internationale de l'énergie
En 2023, selon les estimations de l'Energy Institute, la Russie a produit 1 178,2 TWh d'électricité, en progression de 1,0 % en 2023 et de 11 % depuis 2013, au 4e rang mondial avec 3,9 % de la production mondiale, derrière la Chine (31,7 %), les États-Unis (15,0 %) et l'Inde (6,5 %). Cette production se répartissait en 63,3 % de combustibles fossiles (gaz naturel : 44,8 %, charbon : 17,9 %, pétrole : 0,6 %), 18,5 % de nucléaire, 17,7 % d'énergies renouvelables (hydroélectricité 17,1 %, autres 0,7 %) et 0,5 % d'autres sources (déchets non renouvelables, pompage-turbinage, etc). La production d'électricité éolienne est estimée à 4,7 TWh (0,4 %), celle du solaire à 2,6 TWh (0,2 %), celle tirée de la biomasse et des déchets à 0,8 TWh (0,07 %).
En 2022, selon l'Agence internationale de l'énergie, la Russie a produit 1 151 TWh, en baisse de 0,7 % par rapport à 2021, mais en progression de 2,6 % par rapport à 2019 et de 6,4 % depuis 1990. Cette production se répartissait en 62,2 % de combustibles fossiles (gaz naturel : 45,1 %, charbon : 16,3 %, pétrole : 0,8 %), 19,4 % de nucléaire et 18,4 % d'énergies renouvelables (hydroélectricité 17,3 %, éolien 0,5 %, déchets 0,3 %, solaire 0,2 %, biomasse 0,01 %, géothermie 0,04 %).
La Russie était le quatrième producteur mondial d'électricité en 2022 (3,9 % de la production mondiale), derrière la Chine (30,7 %), les États-Unis (15,4 %) et l'Inde (6,2 %), et le sixième exportateur d'électricité 16,4 TWh. En 2023, sa part est estimée à 3,9 %. Elle se classait en 2023 au 2e rang mondial pour la production d'électricité à partir de gaz naturel (7,8 % du total mondial), au 4e rang pour le nucléaire (7,9 %), au 5e rang pour l'hydroélectricité (4,7 %) et au 6e rang pour le charbon (2,0 %).
| Source                                                   | 1990  | %     | 2000 | %     | 2010  | %     | 2020  | %    | 2022  | % 2022 | var. 2022/1990 |
| Charbon                                                  | 157   | 14,5  | 176  | 20,0  | 166   | 16,0  | 176   | 16,2 | 188   | 16,3 % | +19 %          |
| Pétrole                                                  | 129   | 11,9  | 33   | 3,8   | 9     | 0,9   | 7     | 0,7  | 9     | 0,8 %  | -93 %          |
| Gaz naturel                                              | 512   | 47,3  | 370  | 42,2  | 521   | 50,1  | 469   | 43,0 | 519   | 45,1 % | +1,4 %         |
| Ss-total fossiles                                        | 798   | 73,7  | 579  | 55,8  | 696   | 67,0  | 652   | 59,9 | 716   | 62,2 % | -10 %          |
| Nucléaire                                                | 118   | 10,9  | 131  | 12,6  | 170   | 16,4  | 216   | 19,8 | 223   | 19,4 % | +89 %          |
| Hydraulique                                              | 166   | 15,3  | 165  | 15,9  | 168   | 16,2  | 214   | 19,7 | 199   | 17,3 % | +20 %          |
| Biomasse                                                 | 0,04  | 0,003 | 0,02 | 0,003 | 0,04  | 0,003 | 0     | 0    | 0,07  | 0,01 % | +95 %          |
| Déchets                                                  |       |       | 2,5  | 0,2   | 2,7   | 0,3   | 3,6   | 0,3  | 3,7   | 0,3 %  | ns             |
| Géothermie                                               | 0,03  | 0,003 | 0,06 | 0,01  | 0,5   | 0,05  | 0,4   | 0,04 | 0,4   | 0,04 % | x16            |
| Solaire                                                  |       |       |      |       |       |       | 2,0   | 0,2  | 2,6   | 0,2 %  | ns             |
| Éolien                                                   |       |       |      |       |       |       | 1,2   | 0,1  | 5,5   | 0,5 %  | ns             |
| Ss-total EnR                                             | 166   | 15,3  | 167  | 16,1  | 172   | 16,5  | 222   | 20,3 | 212   | 18,4 % | +28 %          |
| Total                                                    | 1 082 | 100   | 878  | 100   | 1 038 | 100   | 1 090 | 100  | 1 151 | 100 %  | +6,4 %         |
| Source des données : Agence internationale de l'énergie. |       |       |      |       |       |       |       |      |       |        |                |

#### Énergie nucléaire

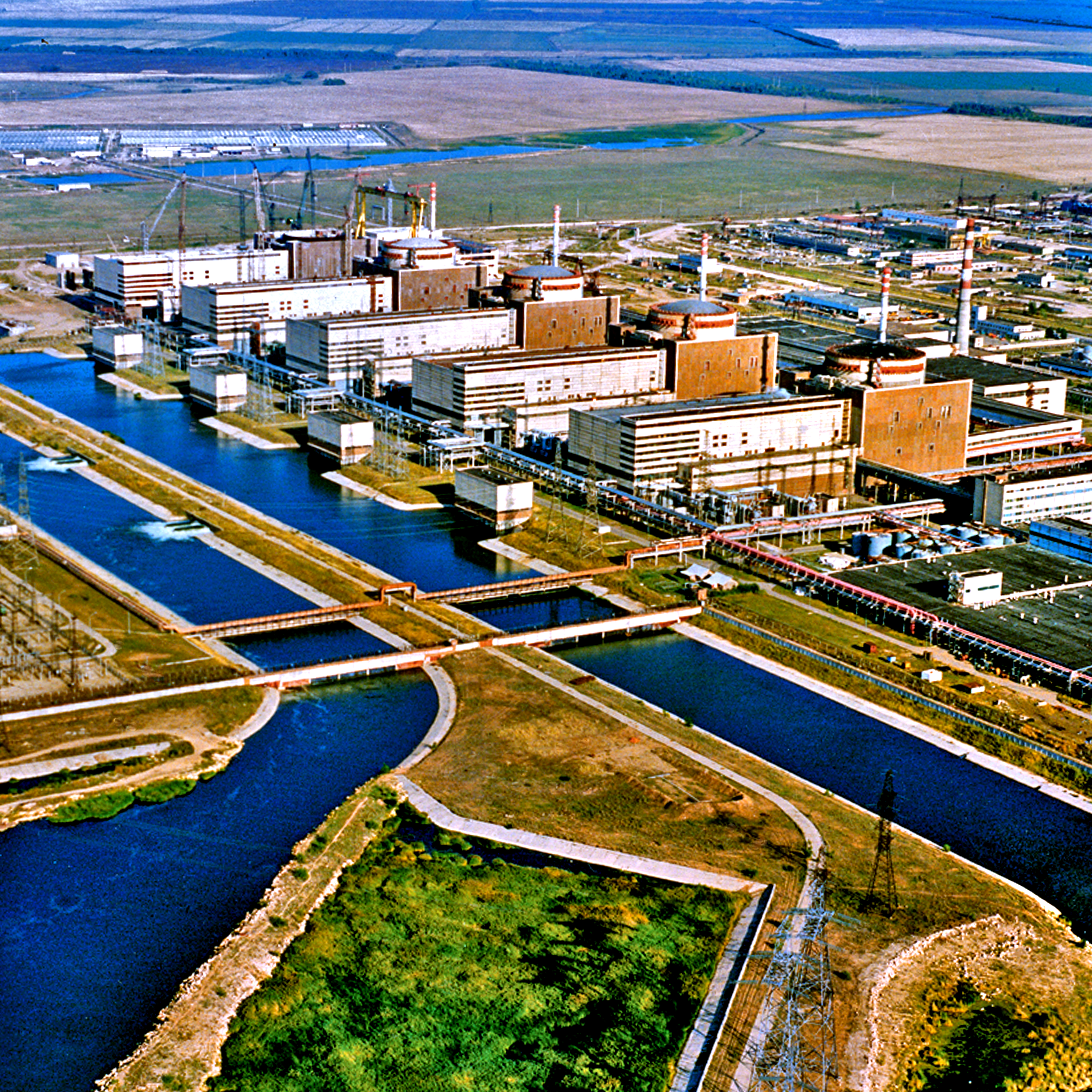
Centrale nucléaire de Balakovo, dans l'oblast de Saratov, la plus puissante de Russie (3800 MW).

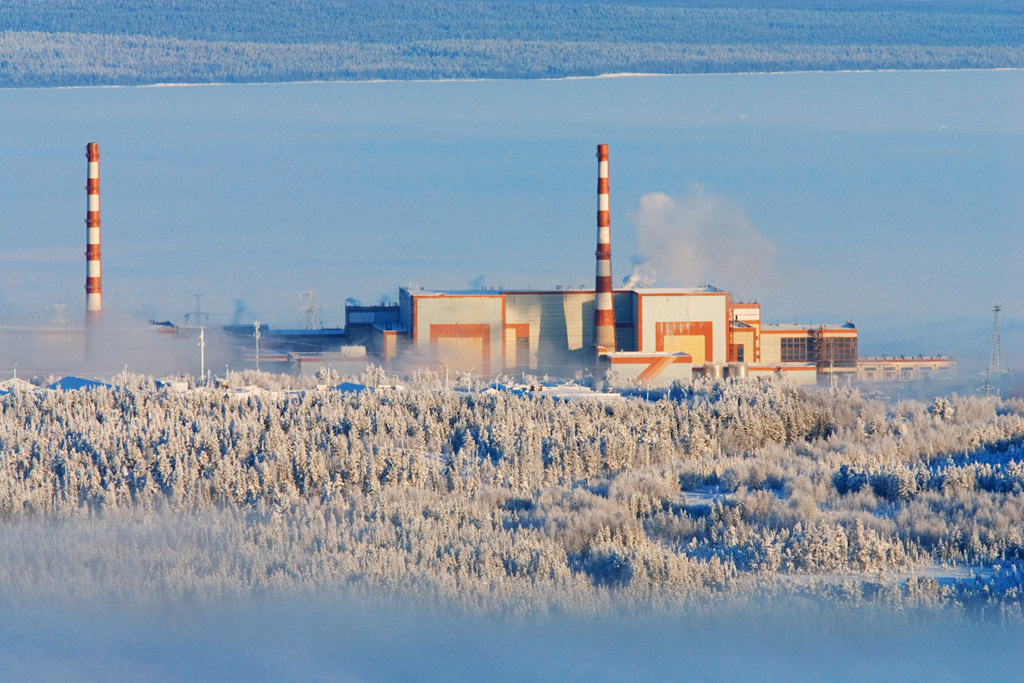
Centrale nucléaire de Kola, dans l'oblast de Mourmansk (1760 MW).

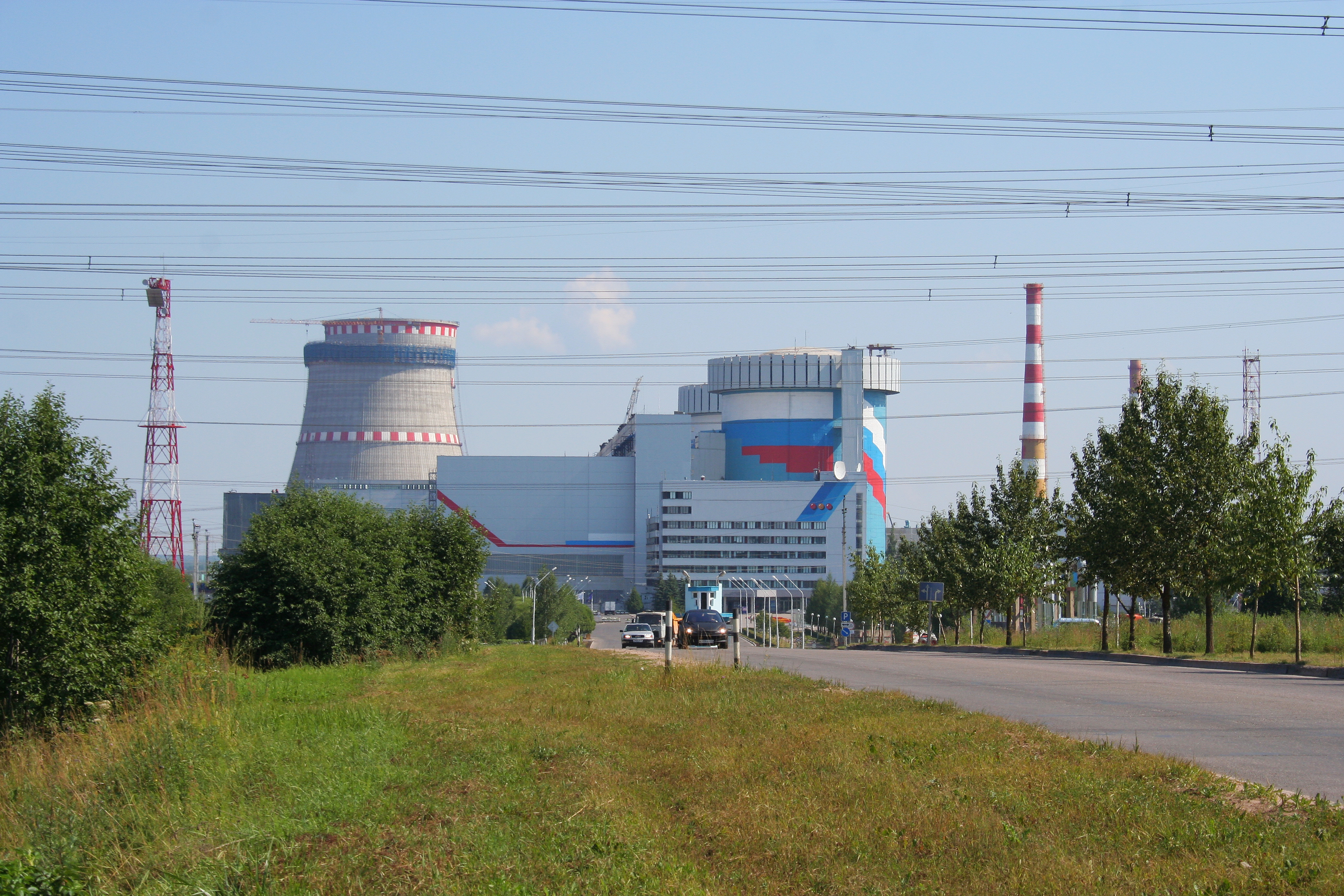
Centrale nucléaire de Kalinine, dans l'oblast de Tver (2850 MW).

En 2023, les centrales nucléaires de la Russie ont produit 217,4 TWh, soit 18,5 % de l'électricité du pays. La Russie se classe au 4e rang mondial avec 7,9 % de la production mondiale, derrière les États-Unis (29,8 %), la Chine (15,9 %) et la France (12,4 %).
En 2022, la production brute d'électricité nucléaire en Russie atteignait 223,4 TWh, soit 19,4 % de la production totale russe d'électricité ; elle a progressé de 89 % depuis 1990.
Au 26 juillet 2024, la Russie exploite 36 réacteurs nucléaires opérationnels, totalisant 26 802 MW de puissance installée, ce qui la place au 4e rang en nombre de réacteurs en service et au 4e rang en puissance installée. Ses réacteurs sont répartis dans 11 centrales nucléaires de production d'électricité, et 4 réacteurs sont en construction, totalisant 3 850 MW. La Russie se place au 3e rang en nombre de réacteurs en construction, derrière la Chine (25 réacteurs en construction) et l'Inde (7 réacteurs), ex-æquo avec l'Égypte et la Turquie (4 réacteurs chacun), et au 5e rang en capacité de production derrière la Chine (26,3 GW), l'Inde (5,4 GW), la Turquie (4,46 GW) et l'Égypte (4,4 GW).
Le constructeur russe de centrales nucléaires Rosatom annonce en juin 2016 avoir gagné les contrats de construction pour 36 réacteurs à l'étranger. Seize sont déjà en chantier : deux en Biélorussie, trois en Inde, deux en Chine, un en Finlande, deux en Hongrie, quatre en Turquie et deux au Bangladesh. Tous sont selon lui des réacteurs de troisième génération (VVER 1200 ou 1000). En mai 2018, il reste 33 réacteurs en commande, dont 12 en chantier ; le principal modèle proposé est le réacteur de troisième génération VVER 1200.
Depuis 2001 tous les réacteurs civils russes étaient exploités par Energoatom. Le 19 janvier 2007 le Parlement Russe a adopté une législation qui crée Atomenergoprom, compagnie holding regroupant toute l'industrie nucléaire civile russe, y compris Energoatom, le producteur et fournisseur de combustible nucléaire TVEL, le négociant d'uranium Techsnabexport (Tenex) et le constructeur d'installations nucléaires Atomstroyexport.
En juillet 2024, la Russie compte 36 réacteurs nucléaires électrogènes en service, répartis dans 11 centrales ; 24 appartiennent à la filière des réacteurs à eau pressurisée, 10 à celle des réacteurs refroidis à l'eau légère et modérés au graphite (LWGR), et 2 sont des réacteurs à neutrons rapides (FBR) :
| Centrale | Localisation                           | Type*                     | Nb réacteurs** | Mise en service        | Puissance nette (MWe) | Observations                                                                |
| Akademik Lomonosov | Pevek, district autonome de Tchoukotka | VVER                      | 2              | 2020                   | 64                    | Centrale nucléaire flottante russe                                          |
| Balakovo | oblast de Saratov                      | VVER-1000/320             | 4              | de 1985 à 1993         | 3 800                 | la plus puissante de Russie jusqu'en 2017                                   |
| Beloïarsk | oblast de Sverdlovsk                   | 2 RNR                     | 2              | 1980 et 2015           | 1380                  | les plus puissants RNR en fonctionnement dans le monde                      |
| Bilibino | district autonome de Tchoukotka        | tubes de force U-graphite | 3              | de 1974 à 1976         | 33                    | réacteurs mixtes chaleur-électricité                                        |
| Kalinine | oblast de Tver                         | VVER                      | 4              | de 1984 à 2011         | 3 800                 |                                                                             |
| Kola | oblast de Mourmansk                    | VVER                      | 4              | 1973 à 1984            | 1 644                 |                                                                             |
| Koursk | oblast de Koursk                       | RBMK                      | 2              | 1983 et 1985           | 1 850                 | +2 réacteurs VVER de 1 200 MWe en construction                              |
| Leningrad | oblast de Léningrad                    | 2 RBMK et 2 VVER          | 4              | 1973 à 1981 et 2018    | 4 052                 | la plus puissante de Russie ; +1 réacteur VVER de 1 150 MWe en construction |
| Novovoronej | oblast de Voronej                      | VVER                      | 4              | 1972, 1980, 2016, 2019 | 3 536                 |                                                                             |
| Rostov | oblast de Rostov                       | VVER                      | 4              | 2001, 2010, 2014, 2018 | 3 868                 |                                                                             |
| Smolensk | oblast de Smolensk                     | RBMK                      | 3              | 1982, 1985, 1990       | 2 775                 |                                                                             |
| Total |                                        |                           | 36             |                        | 26 802                |                                                                             |
| * VVER = réacteur de puissance à caloporteur et modérateur eau (PWR) ; RNR = Réacteur à neutrons rapides ; RBMK = réacteur de grande puissance à tube de force ** seuls les réacteurs en fonctionnement sont pris en compte. |                                        |                           |                |                        |                       |                                                                             |

autres informations :
- Centrale nucléaire de Balakovo : la construction d'un cinquième réacteur a été arrêtée en 2008.
- Centrale nucléaire de Beloïarsk : ce site comprenait antérieurement 2 réacteurs au graphite de type RBMK datant de 1964 et 1967, qui ont été arrêtés en 1983 et 1989. La construction d'un nouveau RNR plus puissant (804 MWe nets, dit BN-800) a été lancée en 1987, mais les travaux furent suspendus en 1988, puis relancés en 2010, pour une mise en service en 2015.
- Centrale nucléaire de Bilibino : la centrale nucléaire la plus septentrionale du monde, au nord du cercle polaire arctique, avec 4 petits réacteurs mixtes qui produisent à la fois de l'énergie thermique et électrique. Cette centrale devait être remplacée en 2019 par la centrale nucléaire flottante Akademik Lomonosov (deux réacteurs PWR de 35 MW chacun), qui a été construite dans les chantiers navals de Saint-Pétersbourg qu'elle a quitté au début de mai 2018 à destination de Mourmansk, où le combustible nucléaire a été chargé dans ses réacteurs ; après des tests, elle a été remorquée jusqu'à Pevek, où la centrale flottante a été connectée au réseau électrique local en 2020, pour remplacer les quatre petits réacteurs (48 MW au total) de la centrale nucléaire de Bilibino et une unité au charbon[50]. En juillet 2020, 3 des anciens réacteurs restent en service.
- Centrale nucléaire de Koursk : la construction d'un 5e réacteur a démarré en 1985, puis celle d'un 6ème, mais ils ne sont pas encore livrés en 2024.
- Centrale nucléaire de Novovoronej : en Russie centrale. Sa construction a démarré en 1957 ; c'est la plus vieille centrale nucléaire de Russie. Elle comprend 5 réacteurs de type VVER mis en service entre 1964 et 1980, dont les 3 plus anciens ont été arrêtés en 1988, 1990 et 2016, plus deux réacteurs VVER de 3e génération, Novovoronej 2-1 et 2-2, de 1 100 MWe chacun[51]. AREVA NP a fourni à Rosatom son système de contrôle-commande de sûreté (I&C) en vue de son installation au sein de l'unité 1 de la centrale nucléaire russe de Novovoronezh-2*, connectée au réseau en août 2016[52].
- Centrale nucléaire de Rostov : au bord du réservoir de Tsimliansk à 120 km à l'est de Rostov-sur-le-Don, sur le Don.

En juillet 2024, 4 réacteurs (puissance nette totale : 3 850 MWe) étaient en construction :
- Brest-OD-300 (300 MW), FBR (réacteur nucléaire rapide à caloporteur plomb), à Seversk, Oblast de Tomsk, construction commencée en juin 2021
- Koursk 2-1 et 2-2 (2x1 200 MW), PWR, Centrale nucléaire de Koursk
- Leningrad 2-3 (1 150 MW), PWR, Centrale nucléaire de Leningrad.

#### Énergies renouvelables
Les énergies renouvelables sont très peu développées en Russie, en dehors de l'hydroélectricité, bien que la Russie ait d'abondantes ressources potentielles en énergie renouvelable. En janvier 2009 le Premier Ministre russe a signé une directive exécutive pour accroître l'usage des énergies renouvelables afin d'améliorer l'efficacité du secteur électrique. Les objectifs de part des énergies renouvelables dans la production d'électricité sont de 1,5 % en 2010, 2,5 % en 2015 et 4,5 % en 2020.

##### Énergie géothermique
L'énergie géothermique, utilisée pour le chauffage et la production d'électricité dans quelques régions du Caucase du Nord et de l'Extrême-Orient, est la source d'énergie renouvelable la plus développée (après l'hydroélectricité) en Russie. Des ressources géothermiques ont été identifiées dans le Caucase du Nord, la Sibérie Occidentale, près du Lac Baïkal, au Kamtchatka et dans les Îles Kouriles ; dans ces 2 dernières régions, l'eau thermale atteint 300 °C et le potentiel de production électrique est évalué à 2 000 MWe, plus 3 000 MWth de chaleur pour le chauffage urbain. En 1966 une centrale de 4 MWe à forage unique a été mise en service à Pauzhetka, au sud du Kamtchatka (fin 2008 : 81,9 MWe grâce à 4 centrales supplémentaires) suivie d'une centrale géothermique de 12 MWe à Verkhne Mutnovsky, et de la centrale géothermique de 50 MWe de Mutnovsky. À la fin 2008 la capacité installée pour la production d'électricité atteignait 82 MW (production annuelle : 441 GWh), et la capacité pour utilisation directe dépassait 308 MWth (production annuelle : 6 144 TJ) ; l'utilisation directe (chauffage urbain, chauffage de serres, process industriels, élevage de bétail et de poissons, séchage de récoltes, piscines) est surtout développée dans les régions Kamtchatka-Kouriles, au Dagestan et au Krasnodar Krai ; des projets existent aussi à Kaliningrad.

##### Énergie solaire
Le potentiel brut de la Russie pour l'énergie solaire a été estimé à 2300 milliards Tec (tonnes équivalent charbon), le potentiel technique à 2,3 milliards Tec et le potentiel économiquement exploitable à 12,5 millions de Tec. Les régions dont le potentiel de radiation solaire est le meilleur sont le Nord Caucase, les rives de la mer Noire et de la mer Caspienne, le sud de la Sibérie et de l'Extrême-Orient. Ce potentiel est largement inutilisé, alors que les possibilités pour des applications d'énergie solaire hors réseau ou hybrides dans les zones reculées sont énormes : 10 millions de citoyens russes n'ont pas accès au réseau électrique. Cependant, la construction d'une unique centrale solaire : Kislovodskaya SPP (1,5 MW) a été différée en 2010.
L'énergie solaire photovoltaïque a produit 2,6 TWh en 2022, soit 0,2 % de la production d'électricité du pays.
| Année | Production (GWh) | Accroissement | Part prod.élec. |
| 2014  | 160              |               | 0,02 %          |
| 2015  | 335              | +109 %        | 0,03 %          |
| 2016  | 462              | +38 %         | 0,04 %          |
| 2017  | 557              | +21 %         | 0,05 %          |
| 2018  | 719              | +29 %         | 0,06 %          |
| 2019  | 1 279            | +78 %         | 0,11 %          |
| 2020  | 2 022            | +58 %         | 0,19 %          |
| 2021  | 2 224            | +10 %         | 0,19 %          |
| 2022  | 2 556            | +8 %          | 0,22 %          |
| 2023  | 2 600            | +8 %          | 0,2 %           |

Anatoli Tchoubaïs, président du groupe Rusnano, annonce que son groupe, avec des partenaires privés, a construit la première usine russe de panneaux solaires, qui a commencé sa production au printemps 2015. D'ici à 2020, la Russie devrait avoir au moins 1 500 MWc de capacités installées en énergie solaire.

##### Énergie éolienne
La Russie a des ressources éoliennes de haute qualité sur les côtes Pacifique et Arctique et dans les vastes zones de steppes et de montagnes. Des systèmes éoliens à grande échelle sont appropriés en Sibérie et en Extrême-Orient (est de l'île de Sakhaline, sud du Kamtchatka, péninsule de Tchoukotka, Vladivostok), dans les steppes au long de la Volga, celles du Caucase du Nord et ses montagnes et sur la péninsule de Kola, où l'infrastructure électrique et de gros consommateurs industriels sont présents. À la fin 2008, la capacité éolienne installée totale était de 17 MW et la production annuelle de 30 GWh. Des centrales éoliennes fonctionnent à Kalmytskaya (2 MW), Zapolyarnaya (1,5 MW), Kulikovskaya (5,1 MW), Tyupkildi (2,2 MW) et Observation Cape (2,5 MW). Des études de faisabilité sont en cours pour les fermes éoliennes Kaliningradskaya (50 MW) et Leningradskaya (75 MW). Des projets éoliens de 100 MW existent en Kalmoukie et dans le Kraï de Krasnodar.
L'énergie éolienne a produit 5,5 TWh en 2022, soit 0,5 % de la production d'électricité du pays.
| Année | Production (GWh) | Accroissement | Part prod.élec. |
| 2018  | 231              |               | 0,02 %          |
| 2019  | 330              | +43 %         | 0,03 %          |
| 2020  | 1 240            | +275 %        | 0,1 %           |
| 2021  | 3 311            | +167 %        | 0,3 %           |
| 2022  | 5 547            | +68 %         | 0,5 %           |
| 2023  | 4 700            | +12 %         | 0,4 %           |

##### Énergie marémotrice
Des études pour le développement de l'énergie marémotrice ont été menées en Russie dès les années 1930. Elles ont abouti à la construction d'une petite centrale marémotrice pilote avec une capacité de 400 kW dans la baie de Kislaya près de Mourmansk en 1968. En 2007, Gidro OGK, une filiale de l'opérateur électrique russe Unified Energy Systems (UES) a initié l'installation d'une turbine orthogonale expérimentale de 1,5 MW dans la baie de Kislaya. S'il s'avère un succès, UES projette de lancer un programme de marémotrices géantes avec les projets de la baie de Mezen (15 000 MW, production : 40 TWh/an) et de la baie de Tougour (7 980 MW, production : 20 TWh/an). Gidro OGK estime, à fin 2008, le potentiel de l'énergie marémotrice russe à 250 TWh/an et projette d'installer d'ici 2015 une capacité de 12 MW produisant 24 GWh, et pour 2020 une capacité de 4 500 MW produisant 2,3 TWh. Le projet de centrale marémotrice de la baie de Penjine atteint 87 100 MW.

### Échanges internationaux
En 2022, la Russie a importé 1,57 TWh et exporté 17,97 TWh d'électricité. Son solde exportateur de 16,40 TWh la classe au sixième rang mondial des exportateurs d'électricité.
Elle exportait en 2018 de l'électricité vers la Finlande (7,85 TWh) et la Lettonie (1,2 TWh), la Chine et les pays de la Communauté des États indépendants.

### Consommation finale d'électricité
La consommation brute d'électricité par habitant s'élevait en 2022 à 7 219 kWh, en progression de 8 % depuis 1990, soit 2,11 fois la moyenne mondiale (3 427 kWh) ; elle dépassait de 9 % celle de la France (6 638 kWh), mais était inférieure de 44 % à celle des États-Unis (12 986 kWh).
La répartition par secteur de la consommation finale d'électricité a évolué comme suit :
| Secteur                                                 | 1990 | %    | 2000 | %    | 2010 | %    | 2020 | %    | 2022 | % 2022 | var. 2022/1990 |
| Industrie                                               | 482  | 58,3 | 312  | 51,3 | 327  | 45,0 | 333  | 44,6 | 366  | 44,5 % | -24 %          |
| Transport                                               | 104  | 12,6 | 61   | 10,0 | 85   | 11,7 | 77   | 10,4 | 85   | 10,3 % | -18 %          |
| Résidentiel                                             | 107  | 12,9 | 141  | 23,1 | 130  | 17,8 | 163  | 21,9 | 181  | 22,0 % | +69 %          |
| Tertiaire                                               | 67   | 8,1  | 64   | 10,6 | 169  | 23,2 | 154  | 20,6 | 167  | 20,3 % | +149 %         |
| Agriculture                                             | 67   | 8,1  | 30   | 5,0  | 16   | 2,2  | 20   | 2,6  | 23   | 2,8 %  | -66 %          |
| Total                                                   | 827  | 100  | 609  | 100  | 727  | 100  | 747  | 100  | 823  | 100 %  | -0,5 %         |
| Source des données : Agence internationale de l'énergie |      |      |      |      |      |      |      |      |      |        |                |

## Réseaux de chaleur

### Production de chaleur
La Russie est le deuxième producteur mondial (derrière la Chine) de chaleur pour l'alimentation de réseaux de chauffage urbain : 5 506 PJ en 2022 ; elle représentait 30,9 % de la production mondiale en 2022, au deuxième rang derrière la Chine (44,7 %).
| Source                                                  | 1990  | %    | 2000  | %    | 2010  | %    | 2020  | %    | 2022  | % 2022 | var. 2022/1990 |
| Charbon                                                 | 2 191 | 23,3 | 1 793 | 27,6 | 1 232 | 20,5 | 894   | 17,5 | 975   | 17,7 % | -56 %          |
| Pétrole                                                 | 1 370 | 14,6 | 554   | 8,5  | 312   | 5,2  | 147   | 2,9  | 149   | 2,7 %  | -89 %          |
| Gaz naturel                                             | 5 682 | 60,5 | 4 013 | 61,9 | 4 010 | 66,7 | 3 514 | 68,7 | 3 802 | 69,0 % | -33 %          |
| Sous-total fossiles                                     | 9 243 | 98,3 | 6 361 | 98,1 | 5 554 | 92,3 | 4 555 | 89,1 | 4 926 | 89,5 % | -47 %          |
| Nucléaire                                               | 20    | 0,2  | 15    | 0,2  | 15    | 0,2  | 14    | 0,3  | 15    | 0,3 %  | -26 %          |
| Biomasse                                                | 136   | 1,4  | 44    | 0,7  | 36    | 0,6  | 21    | 0,4  | 20    | 0,4 %  | -85 %          |
| Déchets                                                 | 0     |      | 68    | 1,0  | 84    | 1,4  | 138   | 2,7  | 142   | 2,6 %  | ns             |
| Sous-total EnR                                          | 136   | 1,4  | 111   | 1,7  | 120   | 2,0  | 159   | 3,1  | 162   | 2,9 %  | +19 %          |
| autres sources                                          | 0     |      |       |      | 327   | 5,4  | 385   | 7,5  | 404   | 7,3 %  | ns             |
| Total                                                   | 9 398 | 100  | 6487  | 100  | 6 016 | 100  | 5 113 | 100  | 5 506 | 100 %  | -41 %          |
| Source des données : Agence internationale de l'énergie |       |      |       |      |       |      |       |      |       |        |                |

La forte baisse de la production de 31 % au cours des années 1990 s'explique par des investissements massifs dans l'amélioration de l'efficacité des réseaux de chaleur, dont le taux de fuites était très élevé à l'époque soviétique. La part des énergies renouvelables est très faible ; cependant, il est possible qu'une partie des "autres sources" soient des sources renouvelables (par exemple : récupération de calories par pompes à chaleur).

### Consommation finale de chaleur
La répartition par secteur de la consommation finale de chaleur a évolué comme suit :
| Secteur                                                  | 1990  | %    | 2000  | %    | 2010  | %    | 2020  | %    | 2022  | % 2022 | var. 2022/2000 |
| Industrie                                                | 4 088 | 48,1 | 2 105 | 36,8 | 1 864 | 38,8 | 1 561 | 36,9 | 1 670 | 37,3 % | -21 %          |
| Résidentiel                                              | nd    |      | 2 886 | 50,4 | 2 204 | 45,9 | 1 870 | 44,2 | 1 966 | 44,0 % | -32 %          |
| Tertiaire                                                | nd    |      | 555   | 9,7  | 607   | 12,7 | 688   | 16,2 | 715   | 16,0 % | +29 %          |
| Agriculture                                              | nd    |      | 181   | 3,2  | 125   | 2,6  | 115   | 2,7  | 120   | 2,7 %  | -34 %          |
| Total                                                    | 8 500 | 100  | 5 728 | 100  | 4 800 | 100  | 4 234 | 100  | 4 472 | 100 %  | -22 %          |
| Source des données : Agence internationale de l'énergie. |       |      |       |      |       |      |       |      |       |        |                |

## Impact environnemental

### Émissions de gaz à effet de serre
La Russie occupe en 2022 le quatrième rang mondial pour les émissions de gaz à effet de serre (GHG) liées à l'énergie, avec 2 117 Mt d'équivalent CO2, soit 5,5 % du total mondial (38 371 Mt), derrière la Chine : 11 410 Mt (29,7 %), les États-Unis : 5 102 Mt (13,3 %) et l'Inde : 2 748 Mt (7,2 %) ; les émissions de l'Union européenne sont de 2 607 Mt (6,8 %).
|                                                       | 1990  | 2022  | var. 2022/1990 | var.Monde 2022/1990 | part en 2022 |
| Émissions GHG liées à l'énergie                       | 2 615 | 2 117 | -19 %          | +60 %               |              |
| Émissions GHG par combustion de combustibles fossiles | 2 184 | 1 635 | -25,1 %        | +63,9 %             | 100 %        |
| dont charbon                                          | 715,1 | 433,0 | -39 %          | +82 %               | 26,5 %       |
| dont pétrole                                          | 626,5 | 340,4 | -46 %          | +32 %               | 20,8 %       |
| dont gaz naturel                                      | 838,9 | 814,3 | -3 %           | +103 %              | 49,8 %       |
| Source : Agence internationale de l'énergie           |       |       |                |                     |              |

#### Émissions deCO2liées à la consommation d'énergie
La Russie se classe au 4e rang mondial pour les émissions de CO2 dues à la combustion, qui ont atteint 1 623,2 Mt en 2022, soit 4,8 % du total mondial de 34 117 Mt, derrière la Chine (10 644 Mt, 31,2 %), les États-Unis (4 608 Mt, 13,5 %) et l'Inde (2 517 Mt, 7,4 %). En 2023, selon l'Energy Institute, elles atteignent 1 614,7 Mt, soit 4,6 % du total mondial, au 4e rang mondial derrière la Chine (32,1 %), les États-Unis (13,2 %) et l'Inde (8,0 %).
Ses émissions de CO2 liées à l'énergie par habitant s'élèvent en 2022 à 11,31 t, soit 2,64 fois la moyenne mondiale : 4,29 t CO2/hab, 2,74 fois les émissions de la France : 4,13 t, 1,51 fois celles de la Chine : 7,50 t, mais 0,82 fois celles des États-Unis : 13,81 t.
Les émissions de CO2 liées à l'énergie par habitant en Russie ont reculé de 22,6 % en 32 ans (1990-2022), moins que celles de l'Union européenne : -32,2 %. Après une très forte chute de 1990 (14,62 t) à 1998 (9,53 t, soit -35 % en 8 ans grâce à des améliorations substantielles de l'efficacité énergétique, en particulier dans l'industrie), elles ont remonté de 18,7 % en 24 ans entre 1998 et 2022.
L'Agence internationale de l’énergie fournit la répartition de l'ensemble des émissions par secteur de consommation (après ré-allocation des émissions de la production d'électricité et de chaleur aux secteurs de consommation) :
| | Émissions 2022      | part du secteur | Émissions/habitant | Émiss./hab. UE-27 |
| Secteur | Millions tonnes CO2 | %               | tonnes CO2/hab.    | tonnes CO2/hab.   |
| Secteur énergie hors élec. | 146,1               | 9,0 %           | 1,02               | 0,37              |
| Industrie et construction | 566,5               | 34,9 %          | 3,95               | 1,42              |
| Transport | 302,0               | 18,6 %          | 2,10               | 1,78              |
| dont transport routier | 167,0               | 10,3 %          | 1,16               | 1,66              |
| Résidentiel | 425,7               | 26,2 %          | 2,97               | 1,14              |
| Tertiaire | 147,2               | 9,1 %           | 1,03               | 0,73              |
| Total | 1 623,2             | 100 %           | 11,31              | 5,61              |
| Source : Agence internationale de l'énergie * après ré-allocation des émissions de la production d'électricité et de chaleur aux secteurs de consommation. |                     |                 |                    |                   |

En terme d'émissions cumulées de 1850 à 2007, la Russie était le troisième émetteur mondial :
1. États-Unis : 339 200 Mt (28,8 %) ;
2. Chine : 105 900 Mt (9,0 %) ;
3. Russie : 94 700 Mt (8,0 %) ;
4. Allemagne : 81 200 Mt (6,9 %) ;
5. Royaume-Uni : 68 800 Mt (5,8 %)[66].

### Objectif de neutralité carbone pour 2060
Le 13 octobre 2021, le président Poutine déclare : « la Russie s'efforcera d'atteindre la neutralité carbone de son économie. Et nous avons fixé un objectif concret : au plus tard en 2060 », objectif similaire à celui de la Chine.